# Fumetti di Red Sonja
Elenco delle pubblicazioni a fumetti dedicate al personaggio di Red Sonja ideato da Roy Thomas e Barry Windsor-Smith, pubblicate principalmente da Marvel Comics e Dynamite Entertainment.
Di seguito sono elencati gli albi Marvel Comics in cui Red Sonja ha partecipato come comprimario/coprotagonista tra gli anni '70 e i '90.
Conan il Barbaro (1970–1993)

- Albo 23, L'ombra dell'Avvoltoio
- Albo 24, La canzone di Red Sonja
- Albo 43, La torre insanguinata
- Albo 44, Il Demone tra le fiamme
- Albo 66, Pugnali e dei di morte
- Albo 67, Gli artigli dell'Uomo Tigre
- Albo 68, Antichi e futuri re
- Albo 115, Guerra di Stregoni!
- Albo 195, Sangue antico
- Albo 196, La bestia
- Albo 197, Resistenza
- Albo 198, Il fiume
- Albo 199, Rivelazioni nelle nebbie
- Albo 200, La caduta di Acheron
- Albo 204, Goblin!
- Albo 205, Necropoli
- Albo 241, Tutte le strade portano a Zamora
- Albo 242, Essi vennero a Castel Zukala
- Albo 243, L'alba e gli dei della morte
- Albo 244, I demoni delle montagne fiammeggianti
- Albo 245, L'Impero dei Non Morti
- Albo 246, Caos a Khoraja
- Albo 247, La spada che conquista tutto
- Albo 248, Il pericolo e la profezia
- Albo 249, Vento Rosso
- Albo 250, Caos sotto Kuthchemes

La spada selvaggia di Conan (1974–1995)

- Albo 1, La maledizione del non-morto
- Albo 144, Destino incombente
- Albo 145, Il banchetto del cervo
- Albo 170, Brama smeraldo
- Albo 179, Fury of the Iron Damsels
- Albo 223, The Many Mirrors of Tuzun Thune
- Albo 224, Dragons of a World's Dawn
- Albo 226, Of Kings and Cataclysms, Days of the World Ending e Back from the Time Abyss
- Albo 230, Shall Python Fall?
- Albo 231, A Remembrance of Fires Past
- Albo 232, Reflections of Evil
- Albo 233, Here Be Monsters

Altro
- Conan the King 28, Call of the Wild (Maggio 1985, inedito in Italia)
- Conan il Barbaro Annual 12, La Legione dei morti (Settembre 1987)
- Marvel Graphic Novel 73, I predatori venuti dal tempo (Aprile 1992)

- Conan the Savage 9, City Under Siege (Aprile 1996, inedito in Italia)

## Marvel Comics
Di seguito sono elencati i fumetti di Red Sonja pubblicati all'interno di serie non eponime.
| Nr. serie originale           | Data           | TItolo                                         | Titolo italiano                  | Sceneggiatura                   | Disegni                                       | Colori            | Copertina              | Prima edizione italiana                              | Data italiana                |
| ----------------------------- | -------------- | ---------------------------------------------- | -------------------------------- | ------------------------------- | --------------------------------------------- | ----------------- | ---------------------- | ---------------------------------------------------- | ---------------------------- |
| The Savage Sword of Conan 1   | Agosto 1974    | Red Sonja                                      | Red Sonja                        | Roy Thomas                      | Esteban Maroto                                | bianco e nero     | Boris Vallejo          | Conan & Ka-Zar 36 (Editoriale Corno)                 | Luglio 1976                  |
| The Savage Sword of Conan 23  | Ottobre 1977   | Wizards of the Black Sun                       | n/a                              | Roy Thomas e Clara Noto         | Frank Thorne                                  | bianco e nero     | Earl Norem             | Inedito                                              | n/a                          |
| The Savage Sword of Conan 29  | Maggio 1978    | The Wizard and Red Sonja Show                  | n/a                              | Frank Thorne                    | Frank Thorne                                  | bianco e nero     | Ernie Chan             | Inedito                                              | n/a                          |
| The Savage Sword of Conan 45  | Ottobre 1979   | Master of Shadows                              | n/a                              | Christy Marx                    | John Buscema                                  | bianco e nero     | Nestor Redondo         | Inedito                                              | n/a                          |
| The Savage Sword of Conan 78  | Luglio 1982    | The Day of the Sword                           | n/a                              | Roy Thomas e Doug Moench        | Dick Giordano (matite) e Terry Austin (chine) | bianco e nero     |                        | Inedito                                              | n/a                          |
| The Savage Sword of Conan 157 | Febbraio 1989  | Infant Terrible                                | n/a                              | Bruce Jones                     | Bruce Jones                                   | bianco e nero     | Dorian Cleavenger      | Inedito                                              | n/a                          |
| The Savage Sword of Conan 169 | Gennaio 1990   | The Endless Stair                              | n/a                              | Peter Gillis                    | Steve Carr                                    | bianco e nero     | Ovi Hondru             | Inedito                                              | n/a                          |
| The Savage Sword of Conan 172 | Aprile 1990    | The Waif and the Warrior                       | n/a                              | Jim Valentino                   | Steve Carr                                    | bianco e nero     | Ovi Hondru             | Inedito                                              | n/a                          |
| The Savage Sword of Conan 178 | Ottobre 1990   | Chains                                         | n/a                              | Sue Flaxman                     | Gavin Curtis                                  | bianco e nero     | Joe Chiodo             | Inedito                                              | n/a                          |
| The Savage Sword of Conan 187 | Luglio 1991    | Red Sonja Quells the Song of the Siren         | n/a                              | Marie Javins                    | Steve Buccellato                              | bianco e nero     | Ovi Hondru             | Inedito                                              | n/a                          |
| The Savage Sword of Conan 192 | Dicembre 1991  | On the Road of Kings                           | n/a                              | Roy Thomas e Dann Thomas        | Tony DeZuniga                                 | bianco e nero     | Bob Larkin             | Inedito                                              | n/a                          |
| The Savage Sword of Conan 194 | Febbraio 1992  | The Road to Zamboula                           | n/a                              | Roy Thomas                      | Tony DeZuniga                                 | bianco e nero     | Earl Norem             | Inedito                                              | n/a                          |
| The Savage Sword of Conan 195 | Marzo 1992     | Swordless in Zamboula                          | n/a                              | Roy Thomas                      | Tony DeZuniga                                 | bianco e nero     | Ovi Hondru             | Inedito                                              | n/a                          |
| The Savage Sword of Conan 207 | Marzo 1993     | Diverging Paths (Road to Zanadu - part 1)      | n/a                              | Roy Thomas e Dann Thomas        | Dell Barras                                   | bianco e nero     | Michael William Kaluta | Inedito                                              | n/a                          |
| The Savage Sword of Conan 208 | Aprile 1993    | All in the Game (Road to Zanadu - part 2)      | n/a                              | Roy Thomas e Dann Thomas        | Dell Barras                                   | bianco e nero     | George Pratt           | Inedito                                              | n/a                          |
| The Savage Sword of Conan 209 | Maggio 1993    | Battles Lost and Won (Road to Zanadu - part 3) | n/a                              | Roy Thomas e Dann Thomas        | Reggie Jones e Christopher Jones              | bianco e nero     | John Watkiss           | Inedito                                              | n/a                          |
| The Savage Sword of Conan 210 | Giugno 1993    | The End of the Road (Road to Zanadu - part 4)  | n/a                              | Roy Thomas e Dann Thomas        | Kirk Etienne                                  | bianco e nero     | Vince Evans            | Inedito                                              | n/a                          |
| The Savage Sword of Conan 229 | Gennaio 1995   | A Lady for the Burning                         | n/a                              | Roy Thomas                      | Howard Simpson                                | bianco e nero     | Fred Harper            | Inedito                                              | n/a                          |
| The Savage Sword of Conan 230 | Febbraio 1995  | The Ring of Ikribu (part 1)                    | n/a                              | Roy Thomas                      | Esteban Maroto                                | bianco e nero     | Tim Conrad             | Inedito                                              | n/a                          |
| The Savage Sword of Conan 231 | Marzo 1995     | The Burrowers From Below! (part 2)             | n/a                              | Roy Thomas                      | Esteban Maroto                                | bianco e nero     | Dan Lawlis             | Inedito                                              | n/a                          |
| The Savage Sword of Conan 232 | Aprile 1995    | The Road To Sorcery (part 3)                   | n/a                              | Roy Thomas                      | Esteban Maroto                                | bianco e nero     | Doug Beekman           | Inedito                                              | n/a                          |
| The Savage Sword of Conan 233 | Maggio 1995    | Assault on Asroth (part 4)                     | n/a                              | Roy Thomas                      | Esteban Maroto                                | bianco e nero     | Doug Beekman           | Inedito                                              | n/a                          |
| Conan the Barbarian 48        | Marzo 1975     | Episode!                                       | Episodio!                        | Roy Thomas                      | John Buscema                                  | Glynis Wein       | Gil Kane               | Conan & Ka-Zar 23 (Editoriale Corno)                 | Gennaio 1976                 |
| Kull and the Barbarians 2     | Maggio 1975    | She-Devil with a Sword                         | n/a                              | Roy Thomas                      | Howard Chaykin                                | bianco e nero     | Mike Whelan            | Inedito                                              | n/a                          |
| Kull and the Barbarians 3     | Settembre 1975 | The Day of the Sword                           | n/a                              | Roy Thomas e Doug Moench        | Howard Chaykin                                | bianco e nero     | Mike Whelan            | Inedito                                              | n/a                          |
| Marvel Super Special 9        | Febbraio 1979  | Day of the Red Judgment                        | Il giorno del giudizio scarlatto | Roy Thomas e Christy Marx       | Howard Chaykin                                | Klaus Nordby      | John Buscema           | Conan 4 (Editoriale Corno)                           | Novembre 1980                |
| Marvel Super Special 38       | Novembre 1985  | Into the realm of darkness                     | Nel regno delle tenebre          | Louise Simonson e Mary Wilshire | Mary Wilshire e Vince Colletta                | Julianna Ferriter | Mary Wilshire          | Conan il Barbaro 47 e 48 (Comic Art)                 | Gennaio 1993 - Febbraio 1993 |
| Marvel Team-Up (Vol.1) 79     | Marzo 1979     | Sword Of The She-Devil                         | La spada e la diavola            | Chris Claremont e John Byrne    | John Byrne                                    | Glynis Wein       | John Byrne             | Il Settimanale de l'Uomo Ragno 12 (Editoriale Corno) | Giugno 1981                  |

Marvel Feature (Vol. 2)

Prima serie non eponima dedicata interamente a Red Sonja.
| Nr. | Data           | TItolo                         | Titolo italiano               | Sceneggiatura | Disegni       | Colori          | Copertina    | Prima edizione italiana         | Data italiana  |
| --- | -------------- | ------------------------------ | ----------------------------- | ------------- | ------------- | --------------- | ------------ | ------------------------------- | -------------- |
| 1   | Novembre 1975  | The Temple of Abomination!     | Il tempio dell'abominio       | Roy Thomas    | Dick Giordano | Michele Wolfman | Gil Kane     | Conan il Barbaro 51 (Comic Art) | Maggio 1993    |
| 2   | Gennaio 1976   | Blood of the Hunter            | Sangue di cacciatore          | Bruce Jones   | Frank Thorne  | n/a             | Frank Thorne | Conan il Barbaro 52 (Comic Art) | Giugno 1993    |
| 3   | Marzo 1976     | Balek Lives                    | Balek vive                    | Bruce Jones   | Frank Thorne  | Petra Scotese   | Frank Thorne | Conan il Barbaro 53 (Comic Art) | Luglio 1993    |
| 4   | Maggio 1976    | Eyes of the Gorgon             | Gli occhi della Gorgone       | Bruce Jones   | Frank Thorne  | George Roussos  | Frank Thorne | Conan il Barbaro 55 (Comic Art) | Settembre 1993 |
| 5   | Luglio 1976    | The Bear God Walks!            | Il Dio Orso appare            | Bruce Jones   | Frank Thorne  | Don Warfield    | Frank Thorne | Conan il Barbaro 55 (Comic Art) | Settembre 1993 |
| 6   | Settembre 1976 | Beware the Sacred Sons of Set! | Attenti ai sacri figli di Set | Roy Thomas    | Frank Thorne  | George Roussos  | Frank Thorne | Conan il Barbaro 4 (Comic Art)  | Giugno 1989    |
| 7   | Novembre 1976  | The Battle of the Barbarians!  | La battaglia dei barbari      | Roy Thomas    | Frank Thorne  | Hugh Paley      | Frank Thorne | Conan il Barbaro 7 (Comic Art)  | Settembre 1989 |

Red Sonja (Vol. 1)
| Nr. | Data           | TItolo                                        | Titolo italiano          | Sceneggiatura                       | Disegni                      | Colori         | Copertina     | Prima edizione italiana         | Data italiana |
| --- | -------------- | --------------------------------------------- | ------------------------ | ----------------------------------- | ---------------------------- | -------------- | ------------- | ------------------------------- | ------------- |
| 1   | Gennaio 1977   | The Blood of the Unicorn                      | Il Sangue dell'Unicorno  | Roy Thomas e Clara Noto             | Frank Thorne                 | Frank Thorne   | Frank Thorne  | Conan il Barbaro 56 (Comic Art) | Ottobre 1993  |
| 2   | Marzo 1977     | The Demon of the Maze                         | Il Demone del Labirinto  | Roy Thomas e Clara Noto             | Frank Thorne                 | Frank Thorne   | Frank Thorne  | Conan il Barbaro 57 (Comic Art) | Novembre 1993 |
| 3   | Maggio 1977    | The Games of Gita                             | I Giochi di Gita         | Roy Thomas e Clara Noto             | Frank Thorne                 | Frank Thorne   | Frank Thorne  | Conan il Barbaro 57 (Comic Art) | Novembre 1993 |
| 4   | Luglio 1977    | The Lake of the Unknown                       | Il lago dell'ignoto      | Roy Thomas e Clara Noto             | Frank Thorne                 | Frank Thorne   | Frank Thorne  | Conan il Barbaro 58 (Comic Art) | Dicembre 1993 |
| 5   | Settembre 1977 | Master of the Bells                           | Il signore delle campane | Roy Thomas e Clara Noto             | Frank Thorne                 | Frank Thorne   | Frank Thorne  | Conan il Barbaro 59 (Comic Art) | Gennaio 1994  |
| 6   | Novembre 1977  | The Singing Tower                             | La torre che canta       | Roy Thomas, Clara Noto e Wendy Pini | Frank Thorne                 | Frank Thorne   | Frank Thorne  | Conan il Barbaro 60 (Comic Art) | Febbraio 1994 |
| 7   | Gennaio 1978   | Throne of Blood                               | n/a                      | Roy Thomas e Clara Noto             | Frank Thorne                 | Frank Thorne   | Frank Thorne  | Inedito                         | n/a           |
| 8   | Marzo 1978     | Vengeance of the Golden Circle!               | n/a                      | Roy Thomas e Clara Noto             | Frank Thorne                 | Frank Thorne   | Frank Thorne  | Inedito                         | n/a           |
| 9   | Maggio 1978    | Chariot Of the Fire-Stallions!                | n/a                      | Roy Thomas e Clara Noto             | Frank Thorne                 | Frank Thorne   | Frank Thorne  | Inedito                         | n/a           |
| 10  | Luglio 1978    | Red Lace Part 1: Angels from Hell             | n/a                      | Roy Thomas e Clara Noto             | Frank Thorne                 | Frank Thorne   | Frank Thorne  | Inedito                         | n/a           |
| 11  | Settembre 1978 | Red Lace Part 2: Sightless in a Strange Land! | n/a                      | Roy Thomas e Clara Noto             | Frank Thorne                 | Frank Thorne   | Frank Thorne  | Inedito                         | n/a           |
| 12  | Novembre 1978  | Ashes and Emblems!                            | n/a                      | Roy Thomas e Clara Noto             | John Buscema                 | Barry Grossman | Frank Brunner | Inedito                         | n/a           |
| 13  | Gennaio 1979   | Shall Skranos Fall?                           | n/a                      | Roy Thomas e Clara Noto             | John Buscema e Al Milgrom    | George Roussos | Frank Brunner | Inedito                         | n/a           |
| 14  | Marzo 1979     | An Evening on the Border                      | n/a                      | Roy Thomas e Clara Noto             | John Buscema                 | Carl Gafford   | Frank Brunner | Inedito                         | n/a           |
| 15  | Maggio 1979    | The Tomb of Three Dead Kings!                 | n/a                      | Roy Thomas e Clara Noto             | John Buscema e Tony DeZuniga | George Roussos | Dave Cockrum  | Inedito                         | n/a           |

Red Sonja (Vol. 2)
| Nr. | Data          | TItolo                | Titolo italiano | Sceneggiatura             | Disegni                       | Colori           | Copertina    | Prima edizione italiana | Data italiana |
| --- | ------------- | --------------------- | --------------- | ------------------------- | ----------------------------- | ---------------- | ------------ | ----------------------- | ------------- |
| 1   | Febbraio 1983 | The Blood That Binds! | n/a             | Christy Marx e Roy Thomas | Tony DeZuniga e Ernie Colon   | Christie Scheele | John Buscema | Inedito                 | n/a           |
| 2   | Marzo 1983    | The Sea That Steals!  | n/a             | Christy Marx e Roy Thomas | Ernie Colon e Alan Kupperberg | Christie Scheele | Dave Simons  | Inedito                 | n/a           |

Red Sonja (Vol. 3)
| Nr. | Data          | TItolo                               | Titolo italiano | Sceneggiatura                   | Disegni       | Colori            | Copertina     | Prima edizione italiana | Data italiana |
| --- | ------------- | ------------------------------------ | --------------- | ------------------------------- | ------------- | ----------------- | ------------- | ----------------------- | ------------- |
| 1   | Agosto 1983   | While Lovers Embrace... Demons Feed! | n/a             | Tom DeFalco                     | Dave Simons   | Christie Scheele  | Mary Wilshire | Inedito                 | n/a           |
| 2   | Ottobre 1983  | Blood Debt!                          | n/a             | Tom DeFalco                     | Mary Wilshire | Christie Scheele  | Mary Wilshire | Inedito                 | n/a           |
| 3   | Dicembre 1983 | Siege!                               | n/a             | Tom DeFalco                     | Mary Wilshire | Steve Mellor      | Mary Wilshire | Inedito                 | n/a           |
| 4   | Febbraio 1984 | Lassusar Must Die!                   | n/a             | Tom DeFalco                     | Mary Wilshire | Christie Scheele  | Mary Wilshire | Inedito                 | n/a           |
| 5   | Gennaio 1985  | The Armies of the Inland Sea!        | n/a             | Bill Mantlo                     | Pat Broderick | Julianna Ferriter | Pat Broderick | Inedito                 | n/a           |
| 6   | Febbraio 1985 | The Endless Swamp!                   | n/a             | Bill Mantlo                     | Pat Broderick | Julianna Ferriter | Pat Broderick | Inedito                 | n/a           |
| 7   | Marzo 1985    | Harvest!                             | n/a             | Bill Mantlo                     | Rudy Nebres   | Julianna Ferriter | Rudy Nebres   | Inedito                 | n/a           |
| 8   | Aprile 1985   | The Queen of Ice and Blood!          | n/a             | Louise Simonson e Mary Wilshire | Mary Wilshire | Julianna Ferriter | Mary Wilshire | Inedito                 | n/a           |
| 9   | Maggio 1985   | The Queen of Hearts!                 | n/a             | Louise Simonson e Mary Wilshire | Mary Wilshire | Julianna Ferriter | Mary Wilshire | Inedito                 | n/a           |
| 10  | Agosto 1985   | Strangers!                           | n/a             | Louise Simonson e Mary Wilshire | Mary Wilshire | Julianna Ferriter | Mary Wilshire | Inedito                 | n/a           |
| 11  | Novembre 1985 | Buried Alive!                        | n/a             | Louise Simonson e Mary Wilshire | Mary Wilshire | Julianna Ferriter | Mary Wilshire | Inedito                 | n/a           |
| 12  | Febbraio 1986 | Descent!                             | n/a             | Louise Simonson e Mary Wilshire | Mary Wilshire | Julianna Ferriter | Mary Wilshire | Inedito                 | n/a           |
| 13  | Maggio 1986   | The Demon's Tooth                    | n/a             | Louise Simonson e Mary Wilshire | Mary Wilshire | Julianna Ferriter | Mary Wilshire | Inedito                 | n/a           |

Red Sonja: Scavenger Hunt
| Data          | Sceneggiatura  | Disegni                                                                     | Colori        | Copertina        | Titolo italiano | Prima edizione italiana | Data italiana |
| ------------- | -------------- | --------------------------------------------------------------------------- | ------------- | ---------------- | --------------- | ----------------------- | ------------- |
| Dicembre 1995 | Glenn Herdling | Rene Micheletti, Joe Pimentel, Daniel Horne, Alexander Jubran e Ken Lashley | Chia-Chi Wang | Greg Hildebrandt | n/a             | Inedito                 | n/a           |

## Blackthorne Publishing
| Data         | TItolo        | Titolo italiano | Sceneggiatura             | Disegni                                        | Copertina                                       | Prima edizione italiana | Data italiana |
| ------------ | ------------- | --------------- | ------------------------- | ---------------------------------------------- | ----------------------------------------------- | ----------------------- | ------------- |
| Ottobre 1988 | Red Sonja 3-D | n/a             | David Weiss e Bobbi Weiss | Edgar Martiareno, Paul Tallerday (effetti 3-D) | Edgar Martiareno (disegni), Phil Haxon (colori) | Inedito                 | n/a           |

## Cross Plains Comics
| Data         | TItolo                      | Titolo italiano | Sceneggiatura              | Disegni       | Colori           | Copertina     | Prima edizione italiana | Data italiana |
| ------------ | --------------------------- | --------------- | -------------------------- | ------------- | ---------------- | ------------- | ----------------------- | ------------- |
| Gennaio 1999 | Red Sonja: Death in Scarlet | n/a             | Roy Thomas e Steve Lightle | Steve Lightle | Marianne Lightle | Steve Lightle | Inedito                 | n/a           |

## Dynamite Entertainment
Red Sonja: She Devil With a Sword
La serie è stata inizialmente interrotta con l'albo 49 datato Ottobre 2009 ed essere sostituita dalla serie Queen Sonja per poi essere nuovamente rilanciata l'anno successivo con l'albo 50 datato Giugno 2010.
| Nr. | Data           | TItolo                           | TItolo                               | Titolo italiano                    | Sceneggiatura                    | Disegni                   | Colori                                                        | Copertina                          | Prima edizione italiana                | Data italiana  |
| --- | -------------- | -------------------------------- | ------------------------------------ | ---------------------------------- | -------------------------------- | ------------------------- | ------------------------------------------------------------- | ---------------------------------- | -------------------------------------- | -------------- |
| 0   | Aprile 2005    | Red Sonja                        | Red Sonja                            | n/a                                | Michael Avon Oeming e Mike Carey | Mel Rubi                  | Richard Isanove e Caesar Rodriguez                            | Greg Land                          | 100% Cult Comics 26 (Panini Comics)    | Marzo 2008     |
| 1   | Giugno 2005    | The message                      | The message                          | n/a                                | Michael Avon Oeming e Mike Carey | Mel Rubi                  | Richard Isanove e Caesar Rodriguez                            | Michael Turner e Peter Steigerwald | 100% Cult Comics 26 (Panini Comics)    | Marzo 2008     |
| 2   | Luglio 2005    | The Flaming Skulls               | The Flaming Skulls                   | n/a                                | Michael Avon Oeming e Mike Carey | Mel Rubi                  | Richard Isanove e Caesar Rodriguez                            | J.G. Jones                         | 100% Cult Comics 26 (Panini Comics)    | Marzo 2008     |
| 2   | Luglio 2005    | Winds of doom                    | Winds of doom                        | n/a                                | Luke Lieberman e Peter David     | Will Conrad               | Richard Isanove e Caesar Rodriguez                            | J.G. Jones                         | 100% Cult Comics 34 (Panini Comics)    | Giugno 2008    |
| 3   | Novembre 2005  | Life & death                     | Life & death                         | n/a                                | Michael Avon Oeming e Mike Carey | Mel Rubi                  | Richard Isanove, Caesar Rodriguez e Imaginary Friends Studios | Gabriele Dell'Otto                 | 100% Cult Comics 26 (Panini Comics)    | Marzo 2008     |
| 4   | Dicembre 2005  | Tide turns                       | Tide turns                           | n/a                                | Michael Avon Oeming e Mike Carey | Mel Rubi                  | Richard Isanove e Caesar Rodriguez                            | Marc Silvestri                     | 100% Cult Comics 26 (Panini Comics)    | Marzo 2008     |
| 5   | Gennaio 2006   | Tower of blood                   | Tower of blood                       | n/a                                | Michael Avon Oeming e Mike Carey | Mel Rubi                  | Brian Buccellato, Richard Isanove e Caesar Rodriguez          | Richard Isanove                    | 100% Cult Comics 26 (Panini Comics)    | Marzo 2008     |
| 6   | Febbraio 2006  | Falling star                     | Falling star                         | n/a                                | Michael Avon Oeming e Mike Carey | Mel Rubi                  | Richard Isanove, Caesar Rodriguez e Blond                     | Billy Tan                          | 100% Cult Comics 26 (Panini Comics)    | Marzo 2008     |
| 7   | Marzo 2006     | The Hand of Fate                 | The Hand of Fate                     | n/a                                | Jeffrey T. Krul                  | Noah Salonga              | Brian Buccellato e Richard Isanove                            | Adam Hughes                        | Skorpio 2276 - 2277 (Editoriale Aurea) | Ottobre 2020   |
| 8   | Aprile 2006    | Arrowsmith                       | Arrowsmith                           | n/a                                | Michael Avon Oeming              | Mel Rubi e Pablo Marcos   | Brian Buccellato                                              | Adam Hughes                        | 100% Cult Comics 41 (Panini Comics)    | Ottobre 2008   |
| 9   | Aprile 2006    | Arrowsmith                       | Arrowsmith                           | n/a                                | Michael Avon Oeming              | Mel Rubi e Pablo Marcos   | Brian Buccellato                                              | Billy Tan                          | 100% Cult Comics 41 (Panini Comics)    | Ottobre 2008   |
| 10  | Giugno 2006    | Arrowsmith                       | Arrowsmith                           | n/a                                | Michael Avon Oeming              | Mel Rubi e Pablo Marcos   | Brian Buccellato                                              | Billy Tan                          | 100% Cult Comics 41 (Panini Comics)    | Ottobre 2008   |
| 11  | Giugno 2006    | The Bounty                       | The Bounty                           | n/a                                | Michael Avon Oeming              | Mel Rubi e Lee Moder      | Brian Buccellato                                              | Pat Lee                            | 100% Cult Comics 41 (Panini Comics)    | Ottobre 2008   |
| 12  | Luglio 2006    | The Return of Kulan Gath         | The Goddess                          | n/a                                | Michael Avon Oeming              | Mel Rubi e Steve Sadowski | Brian Buccellato                                              | Jim Lee                            | 100% Cult Comics 41 (Panini Comics)    | Ottobre 2008   |
| 13  | Agosto 2006    | The Return of Kulan Gath         | Mission                              | L'ascesa di Kulan Gath             | Michael Avon Oeming              | Mel Rubi e Steve Sadowski | n/a                                                           | Frank Cho                          | 100% Cult Comics 54 (Panini Comics)    | Marzo 2009     |
| 14  | Settembre 2006 | The Return of Kulan Gath         | The journey                          | L'ascesa di Kulan Gath             | Michael Avon Oeming              | Mel Rubi e Steve Sadowski | Brian Buccellato                                              | J.G. Jones                         | 100% Cult Comics 54 (Panini Comics)    | Marzo 2009     |
| 15  | Ottobre 2006   | The Return of Kulan Gath         | Born again                           | L'ascesa di Kulan Gath             | Michael Avon Oeming              | Mel Rubi e Steve Sadowski | Brian Buccellato e Morry Hollowell                            | Steve McNiven                      | 100% Cult Comics 54 (Panini Comics)    | Marzo 2009     |
| 16  | Novembre 2006  | The Return of Kulan Gath         | A clash of Red                       | L'ascesa di Kulan Gath             | Michael Avon Oeming              | Mel Rubi e Steve Sadowski | Brian Buccellato                                              | Mel Rubi                           | 100% Cult Comics 54 (Panini Comics)    | Marzo 2009     |
| 17  | Dicembre 2006  | The Return of Kulan Gath         | The fall                             | L'ascesa di Kulan Gath             | Michael Avon Oeming              | Mel Rubi e Steve Sadowski | Brian Buccellato                                              | Mel Rubi                           | 100% Cult Comics 54 (Panini Comics)    | Marzo 2009     |
| 18  | Gennaio 2007   | The Return of Kulan Gath         | Sacrifice for a God                  | L'ascesa di Kulan Gath             | Michael Avon Oeming              | Mel Rubi                  | Brian Buccellato                                              | Gene Ha                            | 100% Cult Comics 54 (Panini Comics)    | Marzo 2009     |
| 19  | Febbraio 2007  | Animals                          | Animals                              | Animali                            | Michael Avon Oeming              | Gregory Homs              | Vinicius Andrade                                              | Sean Chen                          | 100% Cult Comics 71 (Panini Comics)    | Settembre 2009 |
| 20  | Marzo 2007     | Animals                          | Animals                              | Animali                            | Michael Avon Oeming              | Gregory Homs              | Vinicius Andrade                                              | Joe Prado                          | 100% Cult Comics 71 (Panini Comics)    | Settembre 2009 |
| 21  | Aprile 2007    | Animals                          | Animals                              | Animali                            | Michael Avon Oeming              | Gregory Homs              | Vinicius Andrade                                              | Mel Rubi                           | 100% Cult Comics 71 (Panini Comics)    | Settembre 2009 |
| 22  | Maggio 2007    | The long way home                | The long way home                    | La lunga strada verso casa         | Michael Avon Oeming              | Gregory Homs              | Vinicius Andrade                                              | Stephen Segovia                    | 100% Cult Comics 71 (Panini Comics)    | Settembre 2009 |
| 23  | Giugno 2007    | The long way home                | The long way home                    | La lunga strada verso casa         | Michael Avon Oeming              | Gregory Homs              | Vinicius Andrade                                              | Stephen Segovia                    | 100% Cult Comics 71 (Panini Comics)    | Settembre 2009 |
| 24  | Luglio 2007    | The long way home                | The long way home                    | La lunga strada verso casa         | Michael Avon Oeming              | Gregory Homs              | Vinicius Andrade                                              | Stephen Segovia                    | 100% Cult Comics 71 (Panini Comics)    | Settembre 2009 |
| 25  | Agosto 2007    | World on fire                    | World on fire                        | Il mondo in fiamme                 | Michael Avon Oeming e Brian Reed | Gregory Homs              | n/a                                                           | Arthur Adams                       | 100% Cult Comics 92 (Panini Comics)    | Aprile 2010    |
| 26  | Ottobre 2007   | World on fire                    | World on fire                        | Il mondo in fiamme                 | Michael Avon Oeming e Brian Reed | Gregory Homs              | n/a                                                           | David Mack                         | 100% Cult Comics 92 (Panini Comics)    | Aprile 2010    |
| 27  | Novembre 2007  | World on fire                    | World on fire                        | Il mondo in fiamme                 | Michael Avon Oeming e Brian Reed | Gregory Homs              | n/a                                                           | Mel Rubi                           | 100% Cult Comics 92 (Panini Comics)    | Aprile 2010    |
| 28  | Novembre 2007  | World on fire                    | World on fire                        | Il mondo in fiamme                 | Michael Avon Oeming e Brian Reed | Gregory Homs              | n/a                                                           | Mel Rubi                           | 100% Cult Comics 92 (Panini Comics)    | Aprile 2010    |
| 29  | Gennaio 2008   | World on fire                    | World on fire                        | Il mondo in fiamme                 | Michael Avon Oeming e Brian Reed | Gregory Homs              | n/a                                                           | Mel Rubi                           | 100% Cult Comics 92 (Panini Comics)    | Aprile 2010    |
| 30  | Febbraio 2008  | Death                            | Death                                | Morte                              | Ron Marz                         | Lee Moder                 | Debora Carita                                                 | Alex Ross                          | 100% Cult Comics 104 (Panini Comics)   | Agosto 2010    |
| 31  | Marzo 2008     | Death                            | Death                                | Morte                              | Christos Gage                    | Pablo Marcos              | Vinicius Andrade                                              | Paul Renaud                        | 100% Cult Comics 104 (Panini Comics)   | Agosto 2010    |
| 32  | Aprile 2008    | Death                            | Death                                | Morte                              | Joshua Ortega                    | Fabiano Neves             | Marcelo Maiolo                                                | Nat Jones                          | 100% Cult Comics 104 (Panini Comics)   | Agosto 2010    |
| 33  | Maggio 2008    | Death                            | Death                                | Morte                              | Luke Lieberman                   | Gregory Homs              | Vinicius Andrade                                              | Ken Kelly                          | 100% Cult Comics 104 (Panini Comics)   | Agosto 2010    |
| 34  | Giugno 2008    | Death                            | Death                                | Morte                              | Brian Reed                       | Mel Rubi                  | Frank Martin                                                  | Mel Rubi                           | 100% Cult Comics 104 (Panini Comics)   | Agosto 2010    |
| 35  | Luglio 2008    | Born again                       | Born again                           | Rinascita                          | Brian Reed                       | Walter Geovani            | Vinicius Andrade                                              | Mel Rubi                           | 100% Panini Comics 34 (Panini Comics)  | Maggio 2011    |
| 36  | Agosto 2008    | Born again                       | Born again                           | Rinascita                          | Brian Reed                       | Walter Geovani            | Vinicius Andrade                                              | Mel Rubi                           | 100% Panini Comics 34 (Panini Comics)  | Maggio 2011    |
| 37  | Settembre 2008 | Born again                       | Born again                           | Rinascita                          | Brian Reed                       | Walter Geovani            | Vinicius Andrade                                              | Mel Rubi                           | 100% Panini Comics 34 (Panini Comics)  | Maggio 2011    |
| 38  | Ottobre 2008   | Born again                       | Born again                           | Rinascita                          | Brian Reed                       | Walter Geovani            | Vinicius Andrade                                              | Mel Rubi                           | 100% Panini Comics 34 (Panini Comics)  | Maggio 2011    |
| 39  | Novembre 2008  | Born again                       | Born again                           | Rinascita                          | Brian Reed                       | Walter Geovani            | Vinicius Andrade                                              | Fabiano Neves                      | 100% Panini Comics 34 (Panini Comics)  | Maggio 2011    |
| 40  | Dicembre 2008  | Born again                       | Born again                           | Rinascita                          | Brian Reed                       | Walter Geovani            | Vinicius Andrade                                              | Fabiano Neves                      | 100% Panini Comics 34 (Panini Comics)  | Maggio 2011    |
| 41  | Gennaio 2009   | The secrets of the Blood Dynasty | The secrets of the Blood Dynasty     | I segreti della Dinastia di Sangue | Brian Reed                       | Walter Geovani            | Vinicius Andrade                                              | Adriano Batista                    | 100% Panini Comics 66 (Panini Comics)  | Dicembre 2011  |
| 42  | Marzo 2009     | The secrets of the Blood Dynasty | The secrets of the Blood Dynasty     | I segreti della Dinastia di Sangue | Brian Reed                       | Walter Geovani            | Vinicius Andrade                                              | Fabiano Neves                      | 100% Panini Comics 66 (Panini Comics)  | Dicembre 2011  |
| 43  | Aprile 2009    | The secrets of the Blood Dynasty | The secrets of the Blood Dynasty     | I segreti della Dinastia di Sangue | Brian Reed                       | Walter Geovani            | Vinicius Andrade                                              | Fabiano Neves                      | 100% Panini Comics 66 (Panini Comics)  | Dicembre 2011  |
| 44  | Maggio 2009    | The secrets of the Blood Dynasty | The secrets of the Blood Dynasty     | I segreti della Dinastia di Sangue | Brian Reed                       | Walter Geovani            | Vinicius Andrade                                              | Ron Adrian                         | 100% Panini Comics 66 (Panini Comics)  | Dicembre 2011  |
| 45  | Giugno 2009    | The secrets of the Blood Dynasty | The secrets of the Blood Dynasty     | I segreti della Dinastia di Sangue | Brian Reed                       | Walter Geovani            | Vinicius Andrade                                              | Paul Renaud                        | 100% Panini Comics 66 (Panini Comics)  | Dicembre 2011  |
| 48  | Luglio 2009    | The secrets of the Blood Dynasty | The secrets of the Blood Dynasty     | I segreti della Dinastia di Sangue | Brian Reed                       | Walter Geovani            | Vinicius Andrade                                              | Mel Rubi                           | 100% Panini Comics 71 (Panini Comics)  | Gennaio 2012   |
| 47  | Agosto 2009    | The secrets of the Blood Dynasty | The secrets of the Blood Dynasty     | I segreti della Dinastia di Sangue | Brian Reed                       | Walter Geovani            | Vinicius Andrade                                              | Mel Rubi                           | 100% Panini Comics 71 (Panini Comics)  | Gennaio 2012   |
| 48  | Settembre 2009 | The secrets of the Blood Dynasty | The secrets of the Blood Dynasty     | I segreti della Dinastia di Sangue | Brian Reed                       | Walter Geovani            | Adriano Lucas                                                 | Mel Rubi                           | 100% Panini Comics 71 (Panini Comics)  | Gennaio 2012   |
| 49  | Ottobre 2009   | The secrets of the Blood Dynasty | The secrets of the Blood Dynasty     | I segreti della Dinastia di Sangue | Brian Reed                       | Walter Geovani            | Vinicius Andrade                                              | Mel Rubi                           | 100% Panini Comics 71 (Panini Comics)  | Gennaio 2012   |
| 50  | Giugno 2010    | The Cloud Tiger                  | The Cloud Tiger                      | n/a                                | Arvid Nelson                     | Pablo Marcos              | Inlight Studio                                                | Joseph Michael Linsner             | Inedito                                | n/a            |
| 50  | Giugno 2010    | Here There Be Wolves             | Here There Be Wolves                 | n/a                                | Raven Gregory                    | Joyce Chin                | Inlight Studio                                                | Joseph Michael Linsner             | Inedito                                | n/a            |
| 50  | Giugno 2010    | The Frost Giant's Curse          | The Frost Giant's Curse              | n/a                                | Kevin McCarthy                   | Johnny Desjardins         | Inlight Studio                                                | Joseph Michael Linsner             | Inedito                                | n/a            |
| 51  | Settembre 2010 | War season                       | Wolves on the Road                   | n/a                                | Eric Stephen Trautmann           | Walter Geovani            | Adriano Lucas                                                 | Joseph Michael Linsner             | Inedito                                | n/a            |
| 52  | Ottobre 2010   | War season                       | Grim Tidings                         | n/a                                | Eric Stephen Trautmann           | Walter Geovani            | Adriano Lucas                                                 | Paul Renaud                        | Inedito                                | n/a            |
| 53  | Novembre 2010  | War season                       | The Machineries of Empire            | n/a                                | Eric Stephen Trautmann           | Walter Geovani            | Adriano Lucas                                                 | Paul Renaud                        | Inedito                                | n/a            |
| 54  | Gennaio 2011   | War season                       | Dying Echoes                         | n/a                                | Eric Stephen Trautmann           | Walter Geovani            | Adriano Lucas                                                 | Paul Renaud                        | Inedito                                | n/a            |
| 55  | Marzo 2011     | To Absent Friends                | To Absent Friends                    | n/a                                | Eric Stephen Trautmann           | Patrick Berkenkotter      | Vinicius Andrade                                              | Patrick Berkenkotter               | Inedito                                | n/a            |
| 56  | Maggio 2011    | Senza titolo                     | Senza titolo                         | n/a                                | Eric Stephen Trautmann           | Noah Salonga              | Ranier Petter                                                 | Paul Renaud                        | Inedito                                | n/a            |
| 57  | Agosto 2011    | Senza titolo                     | Senza titolo                         | n/a                                | Eric Stephen Trautmann           | Noah Salonga              | Ranier Petter                                                 | Fabiano Neves                      | Inedito                                | n/a            |
| 58  | Novembre 2011  | Senza titolo                     | Senza titolo                         | n/a                                | Eric Stephen Trautmann           | Noah Salonga              | Adriano Lucas                                                 | Fabiano Neves                      | Inedito                                | n/a            |
| 59  | Novembre 2011  | Senza titolo                     | Senza titolo                         | n/a                                | Eric Stephen Trautmann           | Patrick Berkenkotter      | Adriano Lucas e Vinicius Andrade                              | Fabiano Neves                      | Inedito                                | n/a            |
| 60  | Dicembre 2011  | The Scorpion Path                | The Scorpion Path                    | n/a                                | Eric Stephen Trautmann           | Patrick Berkenkotter      | Marcio Freire                                                 | Fabiano Neves                      | Inedito                                | n/a            |
| 61  | Dicembre 2011  | Echoes of War                    | Through Stygian Sands                | n/a                                | Eric Stephen Trautmann           | Walter Geovani            | Adriano Lucas                                                 | Walter Geovani                     | Inedito                                | n/a            |
| 62  | Gennaio 2012   | Echoes of War                    | Catspaw                              | n/a                                | Eric Stephen Trautmann           | Walter Geovani            | Adriano Lucas                                                 | Walter Geovani                     | Inedito                                | n/a            |
| 63  | Febbraio 2012  | Echoes of War                    | The Dark Heart                       | n/a                                | Eric Stephen Trautmann           | Walter Geovani            | Adriano Lucas                                                 | Walter Geovani                     | Inedito                                | n/a            |
| 64  | Febbraio 2012  | Echoes of War                    | The Ghost Fortress of Lost Acheron   | n/a                                | Eric Stephen Trautmann           | Walter Geovani            | Adriano Lucas                                                 | Walter Geovani                     | Inedito                                | n/a            |
| 65  | Aprile 2012    | Echoes of War                    | Sister Steel                         | n/a                                | Eric Stephen Trautmann           | Walter Geovani            | Bruno Hang e Thiago Ribeiro                                   | Walter Geovani                     | Inedito                                | n/a            |
| 66  | Maggio 2012    | Echoes of War                    | Finale                               | n/a                                | Eric Stephen Trautmann           | Walter Geovani            | Salvatore Aiala                                               | Walter Geovani                     | Inedito                                | n/a            |
| 67  | Luglio 2012    | Swords Against the Jade Kingdom  | The Heart of the Dragon              | n/a                                | Eric Stephen Trautmann           | Marcio Abreu              | Salvatore Aiala                                               | Walter Geovani                     | Inedito                                | n/a            |
| 68  | Agosto 2012    | Swords Against the Jade Kingdom  | Beating the Grass to Stir the Snakes | n/a                                | Eric Stephen Trautmann           | Marcio Abreu              | Salvatore Aiala                                               | Walter Geovani                     | Inedito                                | n/a            |
| 69  | Ottobre 2012   | Swords Against the Jade Kingdom  | The Three Brothers                   | n/a                                | Eric Stephen Trautmann           | Edgar Salazar             | Adriano Lucas                                                 | Walter Geovani                     | Inedito                                | n/a            |
| 70  | Ottobre 2012   | Swords Against the Jade Kingdom  | Tales of Lost Khitai                 | n/a                                | Eric Stephen Trautmann           | Marcio Abreu              | Adriano Lucas                                                 | Walter Geovani                     | Inedito                                | n/a            |
| 71  | Novembre 2012  | Swords Against the Jade Kingdom  | The Blade Drawn in Anger             | n/a                                | Eric Stephen Trautmann           | Edgar Salazar             | Salvatore Aiala                                               | Walter Geovani                     | Inedito                                | n/a            |
| 72  | Dicembre 2012  | The Long March Home              | Madness Stalks the Undercity         | n/a                                | Eric Stephen Trautmann           | Marcio Abreu              | Salvatore Aiala                                               | Walter Geovani                     | Inedito                                | n/a            |
| 73  | Febbraio 2013  | The Long March Home              | The Bloody Hand of Fate              | n/a                                | Eric Stephen Trautmann           | Marcio Abreu              | Salvatore Aiala                                               | Walter Geovani                     | Inedito                                | n/a            |
| 74  | Aprile 2013    | The Long March Home              | The Hidden Path                      | n/a                                | Eric Stephen Trautmann           | Marcio Abreu              | Salvatore Aiala                                               | Walter Geovani                     | Inedito                                | n/a            |
| 75  | Maggio 2013    | The Long March Home              | Homeland                             | n/a                                | Eric Stephen Trautmann           | Marcio Abreu              | Salvatore Aiala                                               | Mel Rubi                           | Inedito                                | n/a            |
| 76  | Giugno 2013    | The Crimson Well                 | The Crimson Well                     | n/a                                | Brandon Jerwa                    | Sergio Fernandez Davila   | Salvatore Aiala                                               | Lucio Parrillo                     | Inedito                                | n/a            |
| 77  | Giugno 2013    | The Crimson Well                 | The Crimson Well                     | n/a                                | Brandon Jerwa                    | Sergio Fernandez Davila   | Inlight Studio                                                | Lucio Parrillo                     | Inedito                                | n/a            |
| 78  | Luglio 2013    | The Crimson Well                 | The Crimson Well                     | n/a                                | Brandon Jerwa                    | Sergio Fernandez Davila   | Inlight Studio                                                | Lucio Parrillo                     | Inedito                                | n/a            |
| 79  | Luglio 2013    | The Crimson Well                 | The Crimson Well                     | n/a                                | Brandon Jerwa                    | Sergio Fernandez Davila   | Inlight Studio                                                | Lucio Parrillo                     | Inedito                                | n/a            |
| 80  | Agosto 2013    | The Crimson Well                 | The Crimson Well                     | n/a                                | Brandon Jerwa                    | Sergio Fernandez Davila   | Inlight Studio                                                | Lucio Parrillo                     | Inedito                                | n/a            |

Queen Sonja
| Nr. | Data           | TItolo        | TItolo              | Titolo italiano | Sceneggiatura  | Disegni                          | Colori           | Copertina      | Prima edizione italiana | Data italiana |
| --- | -------------- | ------------- | ------------------- | --------------- | -------------- | -------------------------------- | ---------------- | -------------- | ----------------------- | ------------- |
| 1   | Ottobre 2009   | Senza titolo  | Senza titolo        | n/a             | Joshua Ortega  | Mel Rubi                         | Vinicius Andrade | Lucio Parrillo | Inedito                 | n/a           |
| 2   | Novembre 2009  | Senza titolo  | Senza titolo        | n/a             | Joshua Ortega  | Mel Rubi                         | Vinicius Andrade | Lucio Parrillo | Inedito                 | n/a           |
| 3   | Gennaio 2010   | Senza titolo  | Senza titolo        | n/a             | Joshua Ortega  | Mel Rubi                         | Vinicius Andrade | Lucio Parrillo | Inedito                 | n/a           |
| 4   | Febbraio 2010  | Senza titolo  | Senza titolo        | n/a             | Joshua Ortega  | Mel Rubi                         | Vinicius Andrade | Lucio Parrillo | Inedito                 | n/a           |
| 5   | Marzo 2010     | Senza titolo  | Senza titolo        | n/a             | Joshua Ortega  | Mel Rubi                         | Vinicius Andrade | Lucio Parrillo | Inedito                 | n/a           |
| 6   | Aprile 2010    | The Red Queen | The Red Queen       | n/a             | Joshua Ortega  | Jackson Herbert                  | Vinicius Andrade | Lucio Parrillo | Inedito                 | n/a           |
| 7   | Giugno 2010    | The Red Queen | The Red Queen       | n/a             | Arvid Nelson   | Jackson Herbert                  | Vinicius Andrade | Lucio Parrillo | Inedito                 | n/a           |
| 8   | Luglio 2010    | The Red Queen | The Red Queen       | n/a             | Arvid Nelson   | Jackson Herbert                  | Vinicius Andrade | Lucio Parrillo | Inedito                 | n/a           |
| 9   | Settembre 2010 | The Red Queen | The Red Queen       | n/a             | Arvid Nelson   | Jackson Herbert                  | Vinicius Andrade | Lucio Parrillo | Inedito                 | n/a           |
| 10  | Settembre 2010 | The Red Queen | The Red Queen       | n/a             | Arvid Nelson   | Jackson Herbert                  | Adriano Lucas    | Lucio Parrillo | Inedito                 | n/a           |
| 11  | Novembre 2010  | Young Sonja   | Young Sonja         | n/a             | Luke Lieberman | Mel Rubi                         | Adriano Lucas    | Lucio Parrillo | Inedito                 | n/a           |
| 12  | Dicembre 2010  | Young Sonja   | Young Sonja         | n/a             | Luke Lieberman | Mel Rubi                         | Adriano Lucas    | Fabiano Neves  | Inedito                 | n/a           |
| 13  | Gennaio 2011   | Young Sonja   | Young Sonja         | n/a             | Luke Lieberman | Mel Rubi                         | Adriano Lucas    | Fabiano Neves  | Inedito                 | n/a           |
| 14  | Febbraio 2011  | Young Sonja   | Young Sonja         | n/a             | Luke Lieberman | Mel Rubi                         | Adriano Lucas    | Fabiano Neves  | Inedito                 | n/a           |
| 15  | Marzo 2011     | Young Sonja   | Young Sonja         | n/a             | Luke Lieberman | Mel Rubi                         | Adriano Lucas    | Fabiano Neves  | Inedito                 | n/a           |
| 16  | Maggio 2011    | Son of Set    | A Voice in the Dark | n/a             | Arvid Nelson   | Edgar Salazar                    | Adriano Lucas    | Fabiano Neves  | Inedito                 | n/a           |
| 17  | Giugno 2011    | Son of Set    | Snakes of the Earth | n/a             | Arvid Nelson   | Edgar Salazar                    | Adriano Lucas    | Fabiano Neves  | Inedito                 | n/a           |
| 18  | Luglio 2011    | Son of Set    | A Fistful of Rubble | n/a             | Arvid Nelson   | Edgar Salazar                    | Adriano Lucas    | Fabiano Neves  | Inedito                 | n/a           |
| 19  | Agosto 2011    | Son of Set    | Hyborian Standoff   | n/a             | Arvid Nelson   | Edgar Salazar                    | Adriano Lucas    | Fabiano Neves  | Inedito                 | n/a           |
| 20  | Settembre 2011 | Son of Set    | n/a                 | n/a             | Arvid Nelson   | Edgar Salazar                    | Adriano Lucas    | Fabiano Neves  | Inedito                 | n/a           |
| 21  | Ottobre 2011   | Senza titolo  | Senza titolo        | n/a             | Luke Lieberman | Fritz Casas                      | Salvatore Aiala  | Lucio Parrillo | Inedito                 | n/a           |
| 22  | Ottobre 2011   | Senza titolo  | Senza titolo        | n/a             | Luke Lieberman | Fritz Casas                      | Salvatore Aiala  | Lucio Parrillo | Inedito                 | n/a           |
| 23  | Novembre 2011  | Senza titolo  | Senza titolo        | n/a             | Luke Lieberman | Fritz Casas                      | Salvatore Aiala  | Lucio Parrillo | Inedito                 | n/a           |
| 24  | Novembre 2011  | Senza titolo  | Senza titolo        | n/a             | Luke Lieberman | Fritz Casas                      | Salvatore Aiala  | Lucio Parrillo | Inedito                 | n/a           |
| 25  | Novembre 2011  | Senza titolo  | Senza titolo        | n/a             | Luke Lieberman | Fritz Casas                      | Salvatore Aiala  | Lucio Parrillo | Inedito                 | n/a           |
| 26  | Gennaio 2012   | Senza titolo  | Senza titolo        | n/a             | Luke Lieberman | Fritz Casas                      | Salvatore Aiala  | Lucio Parrillo | Inedito                 | n/a           |
| 27  | Febbraio 2012  | Senza titolo  | Senza titolo        | n/a             | Luke Lieberman | Milton Estevam                   | Salvatore Aiala  | Lucio Parrillo | Inedito                 | n/a           |
| 28  | Aprile 2012    | Senza titolo  | Senza titolo        | n/a             | Luke Lieberman | Milton Estevam                   | Salvatore Aiala  | Lucio Parrillo | Inedito                 | n/a           |
| 29  | Maggio 2012    | Senza titolo  | Senza titolo        | n/a             | Luke Lieberman | Milton Estevam                   | Salvatore Aiala  | Lucio Parrillo | Inedito                 | n/a           |
| 30  | Luglio 2012    | Senza titolo  | Senza titolo        | n/a             | Luke Lieberman | Milton Estevam                   | Salvatore Aiala  | Lucio Parrillo | Inedito                 | n/a           |
| 31  | Agosto 2012    | Senza titolo  | Senza titolo        | n/a             | Luke Lieberman | Milton Estevam                   | Salvatore Aiala  | Lucio Parrillo | Inedito                 | n/a           |
| 32  | Settembre 2012 | Senza titolo  | Senza titolo        | n/a             | Luke Lieberman | Milton Estevam                   | Salvatore Aiala  | Lucio Parrillo | Inedito                 | n/a           |
| 33  | Gennaio 2013   | Senza titolo  | Senza titolo        | n/a             | Luke Lieberman | Milton Estevam                   | Salvatore Aiala  | Lucio Parrillo | Inedito                 | n/a           |
| 34  | Marzo 2013     | Senza titolo  | Senza titolo        | n/a             | Luke Lieberman | Milton Estevam                   | Salvatore Aiala  | Lucio Parrillo | Inedito                 | n/a           |
| 35  | Aprile 2013    | Senza titolo  | Senza titolo        | n/a             | Luke Lieberman | Milton Estevam e Gledson Barreto | Salvatore Aiala  | Lucio Parrillo | Inedito                 | n/a           |

Red Sonja (vol.2)
| Nr. | Data           | TItolo                            | Titolo italiano | Sceneggiatura | Disegni        | Colori                                       | Copertina       | Prima edizione italiana             | Data italiana  |
| --- | -------------- | --------------------------------- | --------------- | ------------- | -------------- | -------------------------------------------- | --------------- | ----------------------------------- | -------------- |
| 0   | Luglio 2014    | Senza titolo                      | n/a             | Gail Simone   | Noah Salonga   | Elmer Santos                                 | Gabriel Hardman | Inedito                             | n/a            |
| 1   | Luglio 2013    | She-Devil with a Sword            | n/a             | Gail Simone   | Walter Geovani | Adriano Lucas                                | Nicola Scott    | Cosmo Fantasy 27 (Editoriale Cosmo) | Maggio 2019    |
| 2   | Agosto 2013    | Contagion                         | n/a             | Gail Simone   | Walter Geovani | Adriano Lucas                                | Jenny Frison    | Cosmo Fantasy 27 (Editoriale Cosmo) | Maggio 2019    |
| 3   | Settembre 2013 | At the Edge of Despair            | n/a             | Gail Simone   | Walter Geovani | Adriano Lucas                                | Jenny Frison    | Cosmo Fantasy 27 (Editoriale Cosmo) | Maggio 2019    |
| 4   | Ottobre 2013   | A Single Drop of Blood            | n/a             | Gail Simone   | Walter Geovani | Adriano Lucas                                | Jenny Frison    | Cosmo Fantasy 27 (Editoriale Cosmo) | Maggio 2019    |
| 5   | Novembre 2013  | Sister vs. Sister                 | n/a             | Gail Simone   | Walter Geovani | Adriano Lucas                                | Jenny Frison    | Cosmo Fantasy 27 (Editoriale Cosmo) | Maggio 2019    |
| 6   | Dicembre 2013  | Queen of Plagues: Finale          | n/a             | Gail Simone   | Walter Geovani | Adriano Lucas                                | Jenny Frison    | Cosmo Fantasy 27 (Editoriale Cosmo) | Maggio 2019    |
| 7   | Febbraio 2014  | The Art of Blood and Fire, Part 1 | n/a             | Gail Simone   | Walter Geovani | Adriano Lucas                                | Jenny Frison    | Cosmo Fantasy 32 (Editoriale Cosmo) | Luglio 2019    |
| 8   | Aprile 2014    | The Art of Blood and Fire, Part 2 | n/a             | Gail Simone   | Walter Geovani | Adriano Lucas                                | Jenny Frison    | Cosmo Fantasy 32 (Editoriale Cosmo) | Luglio 2019    |
| 9   | Maggio 2014    | In the Arms of the Courtesan      | n/a             | Gail Simone   | Walter Geovani | Adriano Lucas                                | Jenny Frison    | Cosmo Fantasy 32 (Editoriale Cosmo) | Luglio 2019    |
| 10  | Giugno 2014    | Senza titolo                      | n/a             | Gail Simone   | Walter Geovani | Adriano Lucas                                | Jenny Frison    | Cosmo Fantasy 32 (Editoriale Cosmo) | Luglio 2019    |
| 11  | Agosto 2014    | Senza titolo                      | n/a             | Gail Simone   | Walter Geovani | Adriano Lucas, Carlos Lopez e Alex Guimaraes | Jenny Frison    | Cosmo Fantasy 32 (Editoriale Cosmo) | Luglio 2019    |
| 12  | Settembre 2014 | Senza titolo                      | n/a             | Gail Simone   | Walter Geovani | Adriano Lucas                                | Jenny Frison    | Cosmo Fantasy 32 (Editoriale Cosmo) | Luglio 2019    |
| 13  | Novembre 2014  | The Forgiving of Monsters, Part 1 | n/a             | Gail Simone   | Walter Geovani | Adriano Lucas                                | Jenny Frison    | Cosmo Fantasy 36 (Editoriale Cosmo) | Settembre 2019 |
| 14  | Gennaio 2015   | Senza titolo                      | n/a             | Gail Simone   | Walter Geovani | Adriano Lucas                                | Jenny Frison    | Cosmo Fantasy 36 (Editoriale Cosmo) | Settembre 2019 |
| 15  | Marzo 2015     | Senza titolo                      | n/a             | Gail Simone   | Walter Geovani | Marco Lesko, Alex Guimaraes e Adriano Lucas  | Jenny Frison    | Cosmo Fantasy 36 (Editoriale Cosmo) | Settembre 2019 |
| 16  | Maggio 2015    | Senza titolo                      | n/a             | Gail Simone   | Walter Geovani | Adriano Lucas                                | Jenny Frison    | Cosmo Fantasy 36 (Editoriale Cosmo) | Settembre 2019 |
| 17  | Luglio 2015    | Senza titolo                      | n/a             | Gail Simone   | Walter Geovani | Vinicius Andrade                             | Jenny Frison    | Cosmo Fantasy 36 (Editoriale Cosmo) | Settembre 2019 |
| 18  | Settembre 2015 | Senza titolo                      | n/a             | Gail Simone   | Walter Geovani | Vinicius Andrade                             | Jenny Frison    | Cosmo Fantasy 36 (Editoriale Cosmo) | Settembre 2019 |

Red Sonja (vol.3)
| Nr. | Data          | TItolo                       | Titolo italiano               | Sceneggiatura      | Disegni                          | Colori                       | Copertina          | Prima edizione italiana             | Data italiana |
| --- | ------------- | ---------------------------- | ----------------------------- | ------------------ | -------------------------------- | ---------------------------- | ------------------ | ----------------------------------- | ------------- |
| 1   | Gennaio 2016  | Red Sonja: The Falcon Throne | Red Sonja: Il Trono del Falco | Marguerite Bennett | Aneke Murillenem                 | Jorge Sutil                  | Marguerite Sauvage | Cosmo Fantasy 40 (Editoriale Cosmo) | Novembre 2019 |
| 2   | Febbraio 2016 | Red Sonja: The Falcon Throne | Red Sonja: Il Trono del Falco | Marguerite Bennett | Aneke Murillenem                 | Jorge Sutil                  | Marguerite Sauvage | Cosmo Fantasy 40 (Editoriale Cosmo) | Novembre 2019 |
| 3   | Marzo 2016    | Red Sonja: The Falcon Throne | Red Sonja: Il Trono del Falco | Marguerite Bennett | Aneke Murillenem                 | Jorge Sutil e Morgan Hickman | Marguerite Sauvage | Cosmo Fantasy 40 (Editoriale Cosmo) | Novembre 2019 |
| 4   | Aprile 2016   | Red Sonja: The Falcon Throne | Red Sonja: Il Trono del Falco | Marguerite Bennett | Aneke Murillenem e Diego Galindo | Jorge Sutil                  | Marguerite Sauvage | Cosmo Fantasy 40 (Editoriale Cosmo) | Novembre 2019 |
| 5   | Maggio 2016   | Red Sonja: The Falcon Throne | Red Sonja: Il Trono del Falco | Marguerite Bennett | Aneke Murillenem e Diego Galindo | Jorge Sutil                  | Marguerite Sauvage | Cosmo Fantasy 40 (Editoriale Cosmo) | Novembre 2019 |
| 6   | Giugno 2016   | Red Sonja: The Falcon Throne | Red Sonja: Il Trono del Falco | Marguerite Bennett | Aneke Murillenem e Diego Galindo | Jorge Sutil                  | Marguerite Sauvage | Cosmo Fantasy 40 (Editoriale Cosmo) | Novembre 2019 |

Red Sonja (vol.4)
| Nr. | Data           | TItolo             | Titolo italiano | Sceneggiatura                      | Disegni                          | Colori           | Copertina     | Prima edizione italiana             | Data italiana |
| --- | -------------- | ------------------ | --------------- | ---------------------------------- | -------------------------------- | ---------------- | ------------- | ----------------------------------- | ------------- |
| 0   | Dicembre 2016  | In the Beginning   | n/a             | Amy Chu                            | Carlos Gomez                     | Kim Mohan        | Nick Bradshaw | Cosmo Fantasy 41 (Editoriale Cosmo) | Febbraio 2020 |
| 1   | Gennaio 2017   | Worlds Away        | n/a             | Amy Chu                            | Carlos Gomez                     | Kim Mohan        | Nick Bradshaw | Cosmo Fantasy 41 (Editoriale Cosmo) | Febbraio 2020 |
| 2   | Febbraio 2017  | So We Meet Again   | n/a             | Amy Chu                            | Carlos Gomez                     | Kim Mohan        | Mike McKone   | Cosmo Fantasy 41 (Editoriale Cosmo) | Febbraio 2020 |
| 3   | Marzo 2017     | So We Meet Again   | n/a             | Amy Chu                            | Carlos Gomez                     | Kim Mohan        | Mike McKone   | Cosmo Fantasy 41 (Editoriale Cosmo) | Febbraio 2020 |
| 4   | Aprile 2017    | So We Meet Again   | n/a             | Amy Chu                            | Carlos Gomez                     | Kim Mohan        | Mike McKone   | Cosmo Fantasy 41 (Editoriale Cosmo) | Febbraio 2020 |
| 5   | Maggio 2017    | So We Meet Again   | n/a             | Amy Chu                            | Carlos Gomez e Marcio Fiorito    | Kim Mohan        | Mike McKone   | Cosmo Fantasy 41 (Editoriale Cosmo) | Febbraio 2020 |
| 6   | Giugno 2017    | So We Meet Again   | n/a             | Amy Chu                            | Carlos Gomez e Marcio Fiorito    | Kim Mohan        | Mike McKone   | Cosmo Fantasy 41 (Editoriale Cosmo) | Febbraio 2020 |
| 7   | Agosto 2017    | Back Roads         | n/a             | Amy Chu                            | Carlos Gomez                     | Kim Mohan        | Mike McKone   | Cosmo Fantasy 43 (Editoriale Cosmo) | Maggio 2020   |
| 8   | Agosto 2017    | Back Roads         | n/a             | Amy Chu                            | Carlos Gomez                     | Kim Mohan        | Mike McKone   | Cosmo Fantasy 43 (Editoriale Cosmo) | Maggio 2020   |
| 9   | Settembre 2017 | Back Roads         | n/a             | Amy Chu                            | Carlos Gomez                     | Kim Mohan        | Mike McKone   | Cosmo Fantasy 43 (Editoriale Cosmo) | Maggio 2020   |
| 10  | Novembre 2017  | Back Roads         | n/a             | Amy Chu                            | Carlos Gomez                     | Kim Mohan        | Amy Reeder    | Cosmo Fantasy 43 (Editoriale Cosmo) | Maggio 2020   |
| 11  | Dicembre 2017  | Back Roads         | n/a             | Amy Chu                            | Carlos Gomez                     | Kim Mohan        | V. Ken Marion | Cosmo Fantasy 43 (Editoriale Cosmo) | Maggio 2020   |
| 12  | Gennaio 2018   | Back Roads         | n/a             | Amy Chu e Eric Burnham             | Carlos Gomez                     | Kim Mohan        | Ben Caldwell  | Inedito                             | n/a           |
| 13  | Febbraio 2018  | Hell or Hykrania   | n/a             | Amy Chu e Eric Burnham             | Carlos Gomez                     | Kim Mohan        | Ben Caldwell  | Inedito                             | n/a           |
| 14  | Aprile 2018    | Hell or Hykrania   | n/a             | Amy Chu e Eric Burnham             | Carlos Gomez                     | Kim Mohan        | Jonboy Meyers | Inedito                             | n/a           |
| 15  | Maggio 2018    | Hell or Hykrania   | n/a             | Amy Chu e Eric Burnham             | Carlos Gomez                     | Kim Mohan        | Mike McKone   | Inedito                             | n/a           |
| 16  | Giugno 2018    | Hell or Hykrania   | n/a             | Amy Chu e Eric Burnham             | Carlos Gomez                     | Kim Mohan        | Mike McKone   | Inedito                             | n/a           |
| 17  | Giugno 2018    | Hell or Hykrania   | n/a             | Amy Chu e Eric Burnham             | Daniel HDR                       | Natalia Marques  | Mike McKone   | Inedito                             | n/a           |
| 18  | Luglio 2018    | The Blade of Skath | n/a             | Amy Chu e Eric Burnham             | Carlos Gomez                     | Kim Mohan        | Tula Lotay    | Inedito                             | n/a           |
| 19  | Agosto 2018    | The Blade of Skath | n/a             | Amy Chu e Eric Burnham             | Carlos Gomez                     | Kim Mohan        | Sean Chen     | Inedito                             | n/a           |
| 20  | Agosto 2018    | The Blade of Skath | n/a             | Amy Chu e Eric Burnham             | Carlos Gomez e Vincenzo Federici | Kim Mohan        | Babs Tarr     | Inedito                             | n/a           |
| 21  | Settembre 2018 | The Blade of Skath | n/a             | Amy Chu e Eric Burnham             | Carlos Gomez                     | Kim Mohan        | Sean Chen     | Inedito                             | n/a           |
| 22  | Ottobre 2018   | The Blade of Skath | n/a             | Amy Chu e Eric Burnham             | Jonathan Ang Lau                 | Omi Remalante Jr | Dave Bullock  | Inedito                             | n/a           |
| 23  | Novembre 2018  | Hyborian Rhapsody  | n/a             | Amy Chu e Eric Burnham             | Roberto Castro                   | Salvatore Aiala  | Ben Caldwell  | Inedito                             | n/a           |
| 24  | Dicembre 2018  | The Witching Hour  | n/a             | Amy Chu, Eric Burnham e Alex Chang | Pasquale Qualano                 | Omi Remalante Jr | Mike McKone   | Inedito                             | n/a           |
| 25  | Gennaio 2019   | The Sound of Music | n/a             | Amy Chu e Eric Burnham             | Carlos Gomez                     | Kim Mohan        | Mike McKone   | Inedito                             | n/a           |

Red Sonja (vol.5)
| Nr. | Data           | TItolo                                         | Titolo italiano | Sceneggiatura  | Disegni                                 | Colori          | Copertina     | Prima edizione italiana | Data italiana |
| --- | -------------- | ---------------------------------------------- | --------------- | -------------- | --------------------------------------- | --------------- | ------------- | ----------------------- | ------------- |
| 1   | Febbraio 2019  | Chapter One: The Coronation                    | n/a             | Mark Russell   | Mirko Colak                             | Dearbhla Kelly  | Amanda Conner | Inedito                 | n/a           |
| 2   | Marzo 2019     | Chapter Two: The Crossing                      | n/a             | Mark Russell   | Mirko Colak                             | Dearbhla Kelly  | Amanda Conner | Inedito                 | n/a           |
| 3   | Aprile 2019    | Chapter Three: The Gold Mine                   | n/a             | Mark Russell   | Mirko Colak e Bob Q (Bob Quinn)         | Dearbhla Kelly  | Amanda Conner | Inedito                 | n/a           |
| 4   | Maggio 2019    | Chapter Four: The Brothers of Misfortune       | n/a             | Mark Russell   | Mirko Colak e Bob Q (Bob Quinn)         | Dearbhla Kelly  | Amanda Conner | Inedito                 | n/a           |
| 5   | Giugno 2019    | Chapter Five: Capture                          | n/a             | Mark Russell   | Mirko Colak e Robert Carey              | Dearbhla Kelly  | Amanda Conner | Inedito                 | n/a           |
| 6   | Luglio 2019    | Chapter Six: Temple of Ghosts                  | n/a             | Mark Russell   | Mirko Colak e Robert Carey              | Dearbhla Kelly  | Amanda Conner | Inedito                 | n/a           |
| 7   | Agosto 2019    | Chapter Seven: Missing Pieces                  | n/a             | Mark Russell   | Bob Q (Bob Quinn)                       | Dearbhla Kelly  | Amanda Conner | Inedito                 | n/a           |
| 8   | Settembre 2019 | Chapter Eight: The Woodlands                   | n/a             | Mark Russell   | Bob Q (Bob Quinn)                       | Dearbhla Kelly  | Amanda Conner | Inedito                 | n/a           |
| 9   | Ottobre 2019   | Chapter Nine: The Sorcerers of Wigur-Nomadene  | n/a             | Mark Russell   | Bob Q (Bob Quinn)                       | Dearbhla Kelly  | Amanda Conner | Inedito                 | n/a           |
| 10  | Novembre 2019  | Chapter Ten: Of Sheep and Rabbits              | n/a             | Mark Russell   | Mirko Colak                             | Dearbhla Kelly  | Amanda Conner | Inedito                 | n/a           |
| 11  | Dicembre 2019  | Chapter Eleven: A Bridge Too Far               | n/a             | Mark Russell   | Mirko Colak                             | Dearbhla Kelly  | Amanda Conner | Inedito                 | n/a           |
| 12  | Gennaio 2020   | Chapter Twelve: Kings and Pawns                | n/a             | Mark Russell   | Mirko Colak                             | Dearbhla Kelly  | Amanda Conner | Inedito                 | n/a           |
| 13  | Febbraio 2020  | Chapter Thirteen: No Victors Here              | n/a             | Mark Russell   | Bob Q (Bob Quinn)                       | Dearbhla Kelly  | Jae Lee       | Inedito                 | n/a           |
| 14  | Marzo 2020     | Chapter Fourteen: The Starvation Game          | n/a             | Mark Russell   | Bob Q (Bob Quinn)                       | Dearbhla Kelly  | Jae Lee       | Inedito                 | n/a           |
| 15  | Maggio 2020    | Chapter Fifteen: To Cut and to Bleed           | n/a             | Mark Russell   | Bob Q (Bob Quinn)                       | Dearbhla Kelly  | Jae Lee       | Inedito                 | n/a           |
| 16  | Luglio 2020    | Chapter Sixteen: A God Without a Name          | n/a             | Mark Russell   | Bob Q (Bob Quinn)                       | Dearbhla Kelly  | Jae Lee       | Inedito                 | n/a           |
| 17  | Luglio 2020    | Chapter Seventeen: The Stone Siren             | n/a             | Mark Russell   | Bob Q (Bob Quinn)                       | Dearbhla Kelly  | Jae Lee       | Inedito                 | n/a           |
| 18  | Agosto 2020    | Chapter Eighteen: A Children's Crusade         | n/a             | Mark Russell   | Bob Q (Bob Quinn)                       | Dearbhla Kelly  | Jae Lee       | Inedito                 | n/a           |
| 19  | Settembre 2020 | Chapter Nineteen: Inside the Fish              | n/a             | Mark Russell   | Alessandro Miracolo                     | Dearbhla Kelly  | Jae Lee       | Inedito                 | n/a           |
| 20  | Ottobre 2020   | Chapter Twenty: The Ghosts We've Become        | n/a             | Mark Russell   | Alessandro Miracolo                     | Dearbhla Kelly  | Jae Lee       | Inedito                 | n/a           |
| 21  | Novembre 2020  | Chapter Twenty One: Angel of Death, Part I     | n/a             | Mark Russell   | Alessandro Miracolo e Vincenzo Federici | Dearbhla Kelly  | Jae Lee       | Inedito                 | n/a           |
| 22  | Dicembre 2020  | Chapter Twenty Two: Angel of Death, Part II    | n/a             | Mark Russell   | Alessandro Miracolo e Vincenzo Federici | Dearbhla Kelly  | Jae Lee       | Inedito                 | n/a           |
| 23  | Gennaio 2021   | Chapter Twenty Three: Angel of Death, Part III | n/a             | Mark Russell   | Alessandro Miracolo                     | Dearbhla Kelly  | Jae Lee       | Inedito                 | n/a           |
| 24  | Febbraio 2021  | Endgame                                        | n/a             | Mark Russell   | Alessandro Miracolo                     | Dearbhla Kelly  | Jae Lee       | Inedito                 | n/a           |
| 25  | Marzo 2021     | Senza titolo                                   | n/a             | Luke Lieberman | Drew Moss                               | Dearbhla Kelly  | Jae Lee       | Inedito                 | n/a           |
| 25  | Marzo 2021     | Chapter Twenty Five: Chain Mail                | n/a             | Will Robson    | Will Robson                             | Andrew Dalhouse | Jae Lee       | Inedito                 | n/a           |
| 26  | Aprile 2021    | Senza titolo                                   | n/a             | Luke Lieberman | Drew Moss                               | Dearbhla Kelly  | Jae Lee       | Inedito                 | n/a           |
| 27  | Maggio 2021    | Senza titolo                                   | n/a             | Luke Lieberman | Drew Moss e Vincenzo Federici           | Dearbhla Kelly  | Jae Lee       | Inedito                 | n/a           |
| 28  | Giugno 2021    | Senza titolo                                   | n/a             | Luke Lieberman | Drew Moss e Vincenzo Federici           | Dearbhla Kelly  | Jae Lee       | Inedito                 | n/a           |

Red Sonja (vol.6)
| Nr. | Data           | TItolo       | Titolo italiano | Sceneggiatura                 | Disegni         | Colori            | Copertina     | Prima edizione italiana | Data italiana |
| --- | -------------- | ------------ | --------------- | ----------------------------- | --------------- | ----------------- | ------------- | ----------------------- | ------------- |
| 1   | Settembre 2021 | Mother       | n/a             | Mirka Andolfo e Luca Blengino | Giuseppe Cafaro | Chiara Di Francia | Mirka Andolfo | Inedito                 | n/a           |
| 2   | Ottobre 2021   | Mother       | n/a             | Mirka Andolfo e Luca Blengino | Giuseppe Cafaro | Chiara Di Francia | Mirka Andolfo | Inedito                 | n/a           |
| 3   | Novembre 2021  | Mother       | n/a             | Mirka Andolfo e Luca Blengino | Giuseppe Cafaro | Chiara Di Francia | Mirka Andolfo | Inedito                 | n/a           |
| 4   | Dicembre 2021  | Mother       | n/a             | Mirka Andolfo e Luca Blengino | Giuseppe Cafaro | Chiara Di Francia | Mirka Andolfo | Inedito                 | n/a           |
| 5   | Gennaio 2022   | Mother       | n/a             | Mirka Andolfo e Luca Blengino | Giuseppe Cafaro | Chiara Di Francia | Mirka Andolfo | Inedito                 | n/a           |
| 6   | Febbraio 2022  | Mother       | n/a             | Mirka Andolfo e Luca Blengino | Giuseppe Cafaro | Chiara Di Francia | Mirka Andolfo | Inedito                 | n/a           |
| 7   | Marzo 2022     | Senza titolo | n/a             | Mirka Andolfo e Luca Blengino | Giuseppe Cafaro | Chiara Di Francia | Mirka Andolfo | Inedito                 | n/a           |
| 8   | Aprile 2022    | Senza titolo | n/a             | Mirka Andolfo e Luca Blengino | Giuseppe Cafaro | Chiara Di Francia | Mirka Andolfo | Inedito                 | n/a           |
| 9   | Maggio 2022    | Senza titolo | n/a             | Mirka Andolfo e Luca Blengino | Giuseppe Cafaro | Chiara Di Francia | Mirka Andolfo | Inedito                 | n/a           |
| 10  | Giugno 2022    | Senza titolo | n/a             | Mirka Andolfo e Luca Blengino | Giuseppe Cafaro | Chiara Di Francia | Mirka Andolfo | Inedito                 | n/a           |
| 11  | Luglio 2022    | Senza titolo | n/a             | Mirka Andolfo e Luca Blengino | Giuseppe Cafaro | Chiara Di Francia | Mirka Andolfo | Inedito                 | n/a           |
| 12  | Agosto 2022    | Senza titolo | n/a             | Mirka Andolfo e Luca Blengino | Giuseppe Cafaro | Chiara Di Francia | Mirka Andolfo | Inedito                 | n/a           |

Red Sonja (vol.7)
| Nr. | Data           | TItolo              | Titolo italiano | Sceneggiatura   | Disegni        | Colori           | Copertina        | Prima edizione italiana | Data italiana |
| --- | -------------- | ------------------- | --------------- | --------------- | -------------- | ---------------- | ---------------- | ----------------------- | ------------- |
| 0   | Maggio 2023    | n/a                 | n/a             | Torunn Gronbekk | Walter Geovani | Omi Remalante Jr | Nick Bradshaw    | Inedito                 | n/a           |
| 1   | Luglio 2023    | His Master's Voice  | n/a             | Torunn Gronbekk | Walter Geovani | Omi Remalante Jr | Shannon Maer     | Inedito                 | n/a           |
| 2   | Agosto 2023    | His Master's Voice  | n/a             | Torunn Gronbekk | Walter Geovani | Omi Remalante Jr | Stephen Platt    | Inedito                 | n/a           |
| 3   | Settembre 2023 | His Master's Voice  | n/a             | Torunn Gronbekk | Walter Geovani | Omi Remalante Jr | Joshua Middleton | Inedito                 | n/a           |
| 4   | Ottobre 2023   | His Master's Voice  | n/a             | Torunn Gronbekk | Walter Geovani | Omi Remalante Jr | Lucio Parrillo   | Inedito                 | n/a           |
| 5   | Novembre 2023  | His Master's Voice  | n/a             | Torunn Gronbekk | Walter Geovani | Omi Remalante Jr | Lucio Parrillo   | Inedito                 | n/a           |
| 6   | Dicembre 2023  | n/a                 | n/a             | Torunn Gronbekk | Walter Geovani | Omi Remalante Jr | Lucio Parrillo   | Inedito                 | n/a           |
| 7   | Gennaio 2024   | The Master's Return | n/a             | Torunn Gronbekk | Walter Geovani | Omi Remalante Jr | Lucio Parrillo   | Inedito                 | n/a           |
| 8   | Febbraio 2024  | The Master's Return | n/a             | Torunn Gronbekk | Walter Geovani | Omi Remalante Jr | Lucio Parrillo   | Inedito                 | n/a           |
| 9   | Marzo 2024     | The Master's Return | n/a             | Torunn Gronbekk | Walter Geovani | Omi Remalante Jr | Lucio Parrillo   | Inedito                 | n/a           |
| 10  | Aprile 2024    | The Master's Return | n/a             | Torunn Gronbekk | Walter Geovani | Omi Remalante Jr | Lucio Parrillo   | Inedito                 | n/a           |
| 11  | Maggio 2024    | The Master's Return | n/a             | Torunn Gronbekk | Walter Geovani | Omi Remalante Jr | Lucio Parrillo   | Inedito                 | n/a           |
| 12  | Luglio 2024    | The Master's Return | n/a             | Torunn Gronbekk | Walter Geovani | Omi Remalante Jr | Lucio Parrillo   | Inedito                 | n/a           |
| 13  | Settembre 2024 | n/a                 | n/a             | Torunn Gronbekk | Walter Geovani | Omi Remalante Jr | Lucio Parrillo   | Inedito                 | n/a           |
| 14  | Settembre 2024 | n/a                 | n/a             | Torunn Gronbekk | Walter Geovani | Omi Remalante Jr | Lucio Parrillo   | Inedito                 | n/a           |
| 15  | Ottobre 2024   | n/a                 | n/a             | Torunn Gronbekk | Walter Geovani | Omi Remalante Jr | Lucio Parrillo   | Inedito                 | n/a           |
| 16  | Novembre 2024  | n/a                 | n/a             | Torunn Gronbekk | Walter Geovani | Omi Remalante Jr | Lucio Parrillo   | Inedito                 | n/a           |
| 17  | Gennaio 2025   | n/a                 | n/a             | Torunn Gronbekk | Walter Geovani | Omi Remalante Jr | Lucio Parrillo   | Inedito                 | n/a           |
| 18  | Gennaio 2025   | n/a                 | n/a             | Torunn Gronbekk | Walter Geovani | Omi Remalante Jr | Lucio Parrillo   | Inedito                 | n/a           |

Annuals
| Nr. | Data         | TItolo       | Titolo italiano | Sceneggiatura       | Disegni                        | Colori                          | Copertina     | Prima edizione italiana               | Data italiana |
| --- | ------------ | ------------ | --------------- | ------------------- | ------------------------------ | ------------------------------- | ------------- | ------------------------------------- | ------------- |
| 1   | Gennaio 2006 | Masks        | Maschere        | Michael Avon Oeming | Steve Sadowski                 | David Curiel                    | Stjepan Sejic | 100% Panini Comics 11 (Panini Comics) | Novembre 2010 |
| 2   | Gennaio 2009 | Dragons      | Draghi          | Christos Gage       | Pablo Marcos                   | Gil Vincent                     | Pablo Marcos  | 100% Panini Comics 11 (Panini Comics) | Novembre 2010 |
| 3   | Giugno 2010  | Senza titolo | n/a             | Dan Brereton        | Dan Brereton e Adriano Batista | Dan Brereton e Vinicius Andrade | Dan Brereton  | Inedito                               | n/a           |
| 4   | Maggio 2013  | Dog Years    | n/a             | Scott Beatty        | Edu Menna                      | Sara Machajewski                | José Malaga   | Inedito                               | n/a           |

Savage Tales of Red Sonja
Serie antologica contente storie di altri personaggi oltre a quelle di Red Sonja. Gli albi 6 e 9 non sono inseriti nella tabella perché non contengono fumetti che la vedono protagonista.
| Nr. | Data           | TItolo                         | Titolo italiano                         | Sceneggiatura | Disegni         | Colori           | Copertina          | Prima edizione italiana               | Data italiana |
| --- | -------------- | ------------------------------ | --------------------------------------- | ------------- | --------------- | ---------------- | ------------------ | ------------------------------------- | ------------- |
| 1   | Marzo 2007     | The Witch's Familiar, Part One | Il Famiglio della Strega, Prima Parte   | Ron Marz      | Adriano Batista | Caesar Rodriguez | Arthur Suydam      | 100% Panini Comics 11 (Panini Comics) | Novembre 2010 |
| 2   | Maggio 2007    | The Witch's Familiar, Part Two | Il Famiglio della Strega, Seconda Parte | Ron Marz      | Adriano Batista | Caesar Rodriguez | Arthur Suydam      | 100% Panini Comics 11 (Panini Comics) | Novembre 2010 |
| 3   | Luglio 2007    | Power                          | Potere                                  | Christos Gage | Joyce Chin      | Will Murai       | Stjepan Šejić      | 100% Panini Comics 11 (Panini Comics) | Novembre 2010 |
| 4   | Settembre 2007 | Beautiful Creatures, Part One  | Belle Creature, Prima Parte             | Joshua Ortega | Walter Geovani  | Will Murai       | David Michael Beck | 100% Panini Comics 11 (Panini Comics) | Novembre 2010 |
| 5   | Dicembre 2007  | Beautiful Creatures, Part Two  | Belle Creature, Seconda Parte           | Joshua Ortega | Walter Geovani  | Bruno Hang       | Arthur Suydam      | 100% Panini Comics 11 (Panini Comics) | Novembre 2010 |
| 7   | Maggio 2008    | Memento Mori Part One          | Memento Mori, Prima Parte               | Vito Delsante | Lui Antonio     | Inlight Studio   | Arthur Suydam      | 100% Panini Comics 11 (Panini Comics) | Novembre 2010 |
| 8   | Luglio 2008    | Memento Mori Part Two          | Memento Mori, Seconda Parte             | Vito Delsante | Lui Antonio     | Inlight Studio   | Arthur Suydam      | 100% Panini Comics 11 (Panini Comics) | Novembre 2010 |
| 10  | Ottobre 2008   | Age Before Beauty, Part One    | Prima gli Anziani                       | Mike Leib     | Diego Bernard   | Impacto Studios  | Fabiano Neves      | 100% Panini Comics 11 (Panini Comics) | Novembre 2010 |

Giant-size Red Sonja
| Nr. | Data         | TItolo             | Titolo italiano           | Sceneggiatura       | Disegni         | Colori          | Copertina      | Prima edizione italiana               | Data italiana |
| --- | ------------ | ------------------ | ------------------------- | ------------------- | --------------- | --------------- | -------------- | ------------------------------------- | ------------- |
| 1   | Maggio 2007  | Revenge is a Bitch | La Vendetta è una Puttana | Michael Avon Oeming | Ron Adrian      | Inlight Studio  | Howard Chaykin | 100% Panini Comics 11 (Panini Comics) | Novembre 2010 |
| 2   | Ottobre 2008 | Crimson Katherine  | n/a                       | Christos Gage       | Adriano Batista | Frank Martin Jr | Edgar Salazar  | 100% Panini Comics 11 (Panini Comics) | Novembre 2010 |

Legends of Red Sonja
Miniserie antologica celebrativa per i 40 anni di Red Sonja.
| Nr. | Data          | TItolo                          | Titolo italiano | Sceneggiatura       | Disegni             | Colori          | Copertina    | Prima edizione italiana | Data italiana |
| --- | ------------- | ------------------------------- | --------------- | ------------------- | ------------------- | --------------- | ------------ | ----------------------- | ------------- |
| 1   | Novembre 2013 | Legends of Red Sonja (part 1)   | n/a             | Gail Simone         | Jack Jadson         | Salvatore Aiala | Jay Anacleto | Inedito                 | n/a           |
| 1   | Novembre 2013 | Eyes of the Howling God         | n/a             | Nancy A. Collins    | Noah Salonga        | Salvatore Aiala | Jay Anacleto | Inedito                 | n/a           |
| 1   | Novembre 2013 | Legends of Red Sonja (part 2)   | n/a             | Gail Simone         | Jack Jadson         | Salvatore Aiala | Jay Anacleto | Inedito                 | n/a           |
| 1   | Novembre 2013 | La Sonja Rossa                  | n/a             | Devin Grayson       | Carla Speed McNeil  | Salvatore Aiala | Jay Anacleto | Inedito                 | n/a           |
| 2   | Dicembre 2013 | The Undefeated                  | n/a             | Meljean Brook       | Mel Rubi            | Salvatore Aiala | Jay Anacleto | Inedito                 | n/a           |
| 2   | Dicembre 2013 | Legends of Red Sonja            | n/a             | Gail Simone         | Jack Jadson         | Salvatore Aiala | Jay Anacleto | Inedito                 | n/a           |
| 2   | Dicembre 2013 | Double-Edged                    | n/a             | Tamora Pierce       | Cassandra James     | Salvatore Aiala | Jay Anacleto | Inedito                 | n/a           |
| 3   | Gennaio 2014  | The Palace of the Necromancer   | n/a             | Leah Moore          | Tula Lotay          | Salvatore Aiala | Jay Anacleto | Inedito                 | n/a           |
| 3   | Gennaio 2014  | Senza titolo                    | n/a             | Gail Simone         | Jack Jadson         | Salvatore Aiala | Jay Anacleto | Inedito                 | n/a           |
| 3   | Gennaio 2014  | Gertrelle's Lament              | n/a             | Nicola Scott        | Doug Holgate        | Salvatore Aiala | Jay Anacleto | Inedito                 | n/a           |
| 3   | Gennaio 2014  | Senza titolo                    | n/a             | Gail Simone         | Jack Jadson         | Salvatore Aiala | Jay Anacleto | Inedito                 | n/a           |
| 3   | Gennaio 2014  | Gerd's Story: What Lies Beneath | n/a             | Rhianna Pratchett   | Naniiebim           | Salvatore Aiala | Jay Anacleto | Inedito                 | n/a           |
| 3   | Gennaio 2014  | Senza titolo                    | n/a             | Gail Simone         | Jack Jadson         | Salvatore Aiala | Jay Anacleto | Inedito                 | n/a           |
| 4   | Febbraio 2014 | Senza titolo                    | n/a             | Gail Simone         | Jack Jadson         | Salvatore Aiala | Jay Anacleto | Inedito                 | n/a           |
| 4   | Febbraio 2014 | Jenny's Story: Parallax         | n/a             | Mercedes Lackey     | Nei Ruffino         | Salvatore Aiala | Jay Anacleto | Inedito                 | n/a           |
| 4   | Febbraio 2014 | Senza titolo                    | n/a             | Gail Simone         | Jack Jadson         | Salvatore Aiala | Jay Anacleto | Inedito                 | n/a           |
| 4   | Febbraio 2014 | She Lives Still                 | n/a             | Marjorie Liu        | Phil Noto           | Salvatore Aiala | Jay Anacleto | Inedito                 | n/a           |
| 4   | Febbraio 2014 | Senza titolo                    | n/a             | Gail Simone         | Jack Jadson         | Salvatore Aiala | Jay Anacleto | Inedito                 | n/a           |
| 5   | Marzo 2014    | The Pazyryk                     | n/a             | Blair Butler        | Jim Calafiore       | Salvatore Aiala | Jay Anacleto | Inedito                 | n/a           |
| 5   | Marzo 2014    | Senza titolo                    | n/a             | Gail Simone         | Jack Jadson         | Salvatore Aiala | Jay Anacleto | Inedito                 | n/a           |
| 5   | Marzo 2014    | The Play's The Thing            | n/a             | Kelly Sue DeConnick | Valentine De Landro | Salvatore Aiala | Jay Anacleto | Inedito                 | n/a           |
| 5   | Marzo 2014    | Senza titolo                    | n/a             | Gail Simone         | Jack Jadson         | Salvatore Aiala | Jay Anacleto | Inedito                 | n/a           |

The Invincible Red Sonja
| Nr. | Data           | Sceneggiatura                   | Disegni       | Colori      | Copertina     | Prima edizione italiana | Data italiana |
| --- | -------------- | ------------------------------- | ------------- | ----------- | ------------- | ----------------------- | ------------- |
| 1   | Maggio 2021    | Jimmy Palmiotti e Amanda Conner | Moritat       | Moritat     | Amanda Conner | Inedito                 | n/a           |
| 2   | Giugno 2021    | Jimmy Palmiotti e Amanda Conner | Moritat       | Matt Carter | Amanda Conner | Inedito                 | n/a           |
| 3   | Luglio 2021    | Jimmy Palmiotti e Amanda Conner | Moritat       | Matt Carter | Amanda Conner | Inedito                 | n/a           |
| 4   | Settembre 2021 | Jimmy Palmiotti e Amanda Conner | Moritat       | Matt Carter | Amanda Conner | Inedito                 | n/a           |
| 5   | Ottobre 2021   | Jimmy Palmiotti e Amanda Conner | Moritat       | Matt Carter | Amanda Conner | Inedito                 | n/a           |
| 6   | Novembre 2021  | Jimmy Palmiotti e Amanda Conner | Moritat       | Matt Carter | Amanda Conner | Inedito                 | n/a           |
| 7   | Gennaio 2022   | Jimmy Palmiotti e Amanda Conner | Moritat       | Matt Carter | Amanda Conner | Inedito                 | n/a           |
| 8   | Marzo 2022     | Jimmy Palmiotti e Amanda Conner | Moritat       | Matt Carter | Amanda Conner | Inedito                 | n/a           |
| 9   | Giugno 2022    | Jimmy Palmiotti e Amanda Conner | Moritat       | Sal Monaco  | Amanda Conner | Inedito                 | n/a           |
| 10  | Settembre 2022 | Jimmy Palmiotti e Amanda Conner | Justin Norman | Sal Monaco  | Amanda Conner | Inedito                 | n/a           |

Red Sonja: Black, White, Red
Miniserie antologica caratterizzata da una colorazione in tricromia.
| Nr. | Data           | TItolo                                                                    | Titolo italiano | Sceneggiatura           | Disegni           | Colori            | Copertina      | Prima edizione italiana | Data italiana |
| --- | -------------- | ------------------------------------------------------------------------- | --------------- | ----------------------- | ----------------- | ----------------- | -------------- | ----------------------- | ------------- |
| 1   | Luglio 2021    | The Sorcerer of Shangara!                                                 | n/a             | Mark Russell            | Bob Q (Bob Quinn) | Bob Q (Bob Quinn) | Lucio Parrillo | Inedito                 | n/a           |
| 1   | Luglio 2021    | The Hunted                                                                | n/a             | Amanda Deibert          | Cat Staggs        | Cat Staggs        | Lucio Parrillo | Inedito                 | n/a           |
| 1   | Luglio 2021    | Seeing Red                                                                | n/a             | Kurt Busiek             | Benjamin Dewey    | Benjamin Dewey    | Lucio Parrillo | Inedito                 | n/a           |
| 2   | Agosto 2021    | Proelium Finalis                                                          | n/a             | JonBoy Meyers           | JonBoy Meyers     | JonBoy Meyers     | Lucio Parrillo | Inedito                 | n/a           |
| 2   | Agosto 2021    | Edible                                                                    | n/a             | Jeff Parker             | Natalie Nourigat  | Natalie Nourigat  | Lucio Parrillo | Inedito                 | n/a           |
| 2   | Agosto 2021    | Listen Close                                                              | n/a             | David F. Walker         | Will Robson       | Will Robson       | Lucio Parrillo | Inedito                 | n/a           |
| 3   | Settembre 2021 | Dawn of A Crimson Day                                                     | n/a             | Gail Simone             | Walter Geovani    | Dearbhla Kelly    | Lucio Parrillo | Inedito                 | n/a           |
| 3   | Settembre 2021 | Small Tales                                                               | n/a             | Dearbhla Kelly          | Soo Lee           | Dearbhla Kelly    | Lucio Parrillo | Inedito                 | n/a           |
| 3   | Settembre 2021 | Ssshhhhhh!                                                                | n/a             | Jonathan Ang Lau        | Jonathan Ang Lau  | Dearbhla Kelly    | Lucio Parrillo | Inedito                 | n/a           |
| 4   | Ottobre 2021   | The Iron Maiden                                                           | n/a             | Sanya Anwar             | Kike J. Diaz      | Nathan Cosby      | Lucio Parrillo | Inedito                 | n/a           |
| 4   | Ottobre 2021   | The Iron Queen                                                            | n/a             | Phillip Kennedy Johnson | Steve Beach       | Nathan Cosby      | Lucio Parrillo | Inedito                 | n/a           |
| 4   | Ottobre 2021   | Cold Monger                                                               | n/a             | Chuck Brown             | Drew Moss         | Nathan Cosby      | Lucio Parrillo | Inedito                 | n/a           |
| 5   | Dicembre 2021  | The Hunted                                                                | n/a             | Jacob Edgar             | Giorgio Spalletta | Kike J. Diaz      | Lucio Parrillo | Inedito                 | n/a           |
| 5   | Dicembre 2021  | The Chill Touch of Sorcery!                                               | n/a             | Oliver Gerlach          | Alex Moore        | Kike J. Diaz      | Lucio Parrillo | Inedito                 | n/a           |
| 5   | Dicembre 2021  | Erik the Black, He-Demon With an Axe                                      | n/a             | Frank Tieri             | Lee Ferguson      | Kike J. Diaz      | Lucio Parrillo | Inedito                 | n/a           |
| 6   | Gennaio 2021   | The Daring Rescue of Crown Prince Maximilian (Beloved of All the Peoples) | n/a             | David Avallone          | Jonathan Ang Lau  | Kike J. Diaz      | Jae Lee        | Inedito                 | n/a           |
| 6   | Gennaio 2021   | Morgona the Crimson                                                       | n/a             | Shannon Watters         | Ro Stein          | Ted Brandt        | Jae Lee        | Inedito                 | n/a           |
| 6   | Gennaio 2021   | The Giant                                                                 | n/a             | Bob Q (Bob Quinn)       | Bob Q (Bob Quinn) | Bob Q (Bob Quinn) | Jae Lee        | Inedito                 | n/a           |
| 7   | Febbraio 2021  | Blood on Snow                                                             | n/a             | Ron Marz                | Mirko Colak       | Kike J. Diaz      | Phil Hester    | Inedito                 | n/a           |
| 7   | Febbraio 2021  | Unbowed                                                                   | n/a             | Phil Hester             | Heidi Blair       | Kike J. Diaz      | Phil Hester    | Inedito                 | n/a           |
| 7   | Febbraio 2021  | Sonja's Gambit                                                            | n/a             | Amy Chu                 | Andres Labrada    | Kike J. Diaz      | Phil Hester    | Inedito                 | n/a           |
| 8   | Marzo 2021     | Last Words                                                                | n/a             | Dan Abnett              | Vincenzo Federici | Nathan Cosby      | David Mack     | Inedito                 | n/a           |
| 8   | Marzo 2021     | Fifteen Men on the Sleeper Chest                                          | n/a             | Vincenzo Federici       | George Kambadais  | Nathan Cosby      | David Mack     | Inedito                 | n/a           |
| 8   | Marzo 2021     | Cursed                                                                    | n/a             | Anthony Marques         | Emma Kubert       | Nathan Cosby      | David Mack     | Inedito                 | n/a           |

Immortal Red Sonja
| Nr. | Data           | TItolo               | Titolo italiano | Sceneggiatura | Disegni             | Colori         | Copertina          | Prima edizione italiana | Data italiana |
| --- | -------------- | -------------------- | --------------- | ------------- | ------------------- | -------------- | ------------------ | ----------------------- | ------------- |
| 1   | Aprile 2022    | The Last House       | n/a             | Dan Abnett    | Alessandro Miracolo | Ellie Wright   | David Nakayama     | Inedito                 | n/a           |
| 2   | Maggio 2022    | The Cursed Word      | n/a             | Dan Abnett    | Emiliana Pinna      | Luca Colandrea | David Nakayama     | Inedito                 | n/a           |
| 3   | Giugno 2022    | The Magician's Tower | n/a             | Dan Abnett    | Emiliana Pinna      | Luca Colandrea | David Nakayama     | Inedito                 | n/a           |
| 4   | Luglio 2022    | The Lady's Mirror    | n/a             | Dan Abnett    | Alessandro Miracolo | Ellie Wright   | David Nakayama     | Inedito                 | n/a           |
| 5   | Agosto 2022    | The Knight's Tale    | n/a             | Dan Abnett    | Alessandro Miracolo | Ellie Wright   | David Nakayama     | Inedito                 | n/a           |
| 6   | Settembre 2022 | The Feasting Hall    | n/a             | Dan Abnett    | Alessandro Ranaldi  | Luca Colandrea | Leirix (Lesley Li) | Inedito                 | n/a           |
| 7   | Ottobre 2022   | The Magi of Madness  | n/a             | Dan Abnett    | Alessandro Ranaldi  | Ellie Wright   | Leirix (Lesley Li) | Inedito                 | n/a           |
| 8   | Novembre 2022  | The Demon Prince     | n/a             | Dan Abnett    | Luca Colandrea      | Ellie Wright   | Leirix (Lesley Li) | Inedito                 | n/a           |
| 9   | Dicembre 2022  | The Cursed Host      | n/a             | Dan Abnett    | Luca Colandrea      | Ellie Wright   | Leirix (Lesley Li) | Inedito                 | n/a           |
| 10  | Gennaio 2023   | The High Pain Dragon | n/a             | Dan Abnett    | Luca Colandrea      | Ellie Wright   | Leirix (Lesley Li) | Inedito                 | n/a           |

Autoconclusivi e Miniserie
| Data                          | Nr. albi | TItolo                                             | TItolo                                       | Titolo italiano                  | Sceneggiatura                     | Disegni                                                                     | Colori                                       | Copertina                                               | Prima edizione italiana             | Data italiana  |
| ----------------------------- | -------- | -------------------------------------------------- | -------------------------------------------- | -------------------------------- | --------------------------------- | --------------------------------------------------------------------------- | -------------------------------------------- | ------------------------------------------------------- | ----------------------------------- | -------------- |
| Novembre 2005                 | 1        | One more day                                       | One more day                                 | Soltanto un altro giorno         | Jimmy Palmiotti e Justin Gray     | Liam Sharp                                                                  | Sunder Raj                                   | Laura Martin                                            | 100% Cult Comics 80 (Panini Comics) | Dicembre 2009  |
| Gennaio 2006                  | 1        | Red Sonja Goes East                                | Red Sonja Goes East                          | Sonja va in oriente              | Ron Marz                          | Joe Ng                                                                      | Udon Studios                                 | Joe Ng                                                  | 100% Cult Comics 80 (Panini Comics) | Dicembre 2009  |
| Gennaio 2006                  | 1        | Red Sonja: Monster Isle                            | Red Sonja: Monster Isle                      | L'isola dei mostri               | Roy Thomas                        | Pablo Marcos                                                                | Caesar Rodriguez                             | Cliff Chiang                                            | 100% Cult Comics 80 (Panini Comics) | Dicembre 2009  |
| Gennaio - Giugno 2006         | 4        | Red Sonja vs. Thulsa Doom                          | Red Sonja vs. Thulsa Doom                    | Red Sonja contro Thulsa Doom     | Peter David e Luke Lieberman      | Will Conrad                                                                 | Scott Kester                                 | Will Conrad, Gabriele dell'Otto (quarto albo)           | 100% Cult Comics 34 (Panini Comics) | Giugno 2008    |
| Agosto - Novembre 2006        | 4        | Savage Red Sonja: Queen of the Frozen Wastes       | Savage Red Sonja: Queen of the Frozen Wastes | La Regina delle Lande Ghiacciate | Frank Cho e Doug Murray           | Gregory Homs                                                                | William Murai                                | Frank Cho                                               | 100% Cult Comics 49 (Panini Comics) | Gennaio 2009   |
| Febbraio 2007                 | 1        | Red Sonja: Vacant Shell                            | Red Sonja: Vacant Shell                      | Spoglie mortali                  | Rick Remender                     | Paul Renaud                                                                 | Chris Chuckry                                | Paul Renaud                                             | 100% Cult Comics 80 (Panini Comics) | Dicembre 2009  |
| Settembre 2007 - Gennaio 2008 | 4        | Sword of Red Sonja: Doom of the Gods               | Sword of Red Sonja: Doom of the Gods         | Il ritorno di Thulsa Doom        | Luke Lieberman                    | Lui Antonio                                                                 | Will Murai                                   | Paul Renaud                                             | 100% Cult Comics 70 (Panini Comics) | Settembre 2009 |
| Febbraio - Giugno 2010        | 5        | Red Sonja: Wrath of the Gods                       | Red Sonja: Wrath of the Gods                 | n/a                              | Luke Lieberman e Ethan Ryker      | Walter Geovani                                                              | Vinicius Andrade                             | Lucio Parrillo                                          | Inedito                             | n/a            |
| Marzo - Luglio 2011           | 5        | Red Sonja: Revenge of the Gods                     | Red Sonja: Revenge of the Gods               | n/a                              | Luke Lieberman                    | Daniel Sampere                                                              | Slamet Mujiono                               | Lucio Parrillo                                          | Inedito                             | n/a            |
| Marzo 2011                    | 1        | Red Sonja: Deluge                                  | Red Sonja: Deluge                            | n/a                              | Dan Brereton                      | Cris Bolson                                                                 | Cris Bolson                                  | Dan Brereton                                            | Inedito                             | n/a            |
| Aprile 2011                   | 1        | Red Sonja: Break the Skin                          | Red Sonja: Break the Skin                    | n/a                              | Jen Van Meter                     | Edgar Salazar                                                               | Caesar Rodriguez                             | Paul Renaud                                             | Inedito                             | n/a            |
| Giugno 2011                   | 1        | Red Sonja: Blue                                    | Red Sonja: Blue                              | n/a                              | Peter Brett                       | Walter Geovani                                                              | Ivan Nunes                                   | Mel Rubi                                                | Inedito                             | n/a            |
| Gennaio 2012                  | 1        | Red Sonja: Raven                                   | Red Sonja: Raven                             | n/a                              | Marc Mason                        | Lui Antonio                                                                 | Vinicius Andrade                             | Frank Martin Jr                                         | Inedito                             | n/a            |
| Agosto - Dicembre 2012        | 4        | Red Sonja: Atlantis Rises                          | Red Sonja: Atlantis Rises                    | n/a                              | Luke Lieberman                    | Max Dunbar                                                                  | Mark Roberts                                 | Lucio Parillo                                           | Inedito                             | n/a            |
| Febbraio - Agosto 2013        | 4        | Red Sonja: Unchained                               | Red Sonja: Unchained                         | n/a                              | Peter Brett                       | Jack Jadson                                                                 | Marcelo Pinto                                | Mel Rubi                                                | Inedito                             | n/a            |
| Gennaio 2014                  | 1        | Li'l Sonja                                         | Li'l Sonja                                   | n/a                              | Jim Zub                           | Joel Carroll                                                                | Andrew Elder                                 | Art Baltazar                                            | Inedito                             | n/a            |
| Febbraio 2014                 | 1        | Red Sonja: Berserker                               | Red Sonja: Berserker                         | n/a                              | Nancy A. Collins                  | Fritz Casas                                                                 | Mark Roberts                                 | Joseph Michael Linsner                                  | Inedito                             | n/a            |
| Aprile 2014                   | 1        | Red Sonja and Cub                                  | Red Sonja and Cub                            | n/a                              | Jim Zub                           | Jonathan Ang Lau                                                            | Stefani Rennee                               | Chamba (Jeffrey Cruz)                                   | Inedito                             | n/a            |
| Giugno 2014                   | 1        | Red Sonja: Sanctuary                               | Red Sonja: Sanctuary                         | n/a                              | Marc Mason                        | Noah Salonga                                                                | Salvatore Aiala                              | Sergio Fernandez Davila                                 | Inedito                             | n/a            |
| Settembre 2014 - Gennaio 2015 | 4        | Red Sonja: The Black Tower                         | Red Sonja: The Black Tower                   | n/a                              | Frank Tieri                       | Cezar Razek                                                                 | Salvatore Aiala                              | Amanda Conner                                           | Inedito                             | n/a            |
| Gennaio - Giugno 2015         | 5        | Red Sonja: Vulture's Circle                        | Red Sonja: Vulture's Circle                  | n/a                              | Nancy A. Collins e Luke Lieberman | Fritz Casas                                                                 | Adriano Augusto                              | Jay Anacleto                                            | Inedito                             | n/a            |
| Febbraio 2015                 | 1        | Red Sonja 100                                      | The Snare                                    | n/a                              | Eric Stephen Trautmann            | Dave Acosta                                                                 | Valentina Pinto                              | Ed Benes                                                | Inedito                             | n/a            |
| Febbraio 2015                 | 1        | Red Sonja 100                                      | Tresses                                      | n/a                              | Roy Thomas                        | Pablo Marcos                                                                | Salvatore Aiala                              | Ed Benes                                                | Inedito                             | n/a            |
| Febbraio 2015                 | 1        | Red Sonja 100                                      | Sticks and Stones                            | n/a                              | Michael Avon Oeming               | Taki Soma                                                                   | Valentina Pinto                              | Ed Benes                                                | Inedito                             | n/a            |
| Febbraio 2015                 | 1        | Red Sonja 100                                      | The Torch                                    | n/a                              | Gail Simone                       | Noah Salonga                                                                | Salvatore Aiala                              | Ed Benes                                                | Inedito                             | n/a            |
| Febbraio 2015                 | 1        | Red Sonja 100                                      | Three Wishes                                 | n/a                              | Luke Lieberman                    | Sergio Fernandez Davila                                                     | Salvatore Aiala                              | Ed Benes                                                | Inedito                             | n/a            |
| Marzo 2015                    | 1        | Altered States: Red Sonja                          | Altered States: Red Sonja                    | n/a                              | Brandon Jerwa                     | Juanan Ramirez                                                              | Rohvel Yumul                                 | Billy Tan                                               | Inedito                             | n/a            |
| Luglio 2015                   | 1        | Red Sonja 1973                                     | The Raiding Party                            | n/a                              | Eric Stephen Trautmann            | Ivan Rodriguez                                                              | Marcio Menyz                                 | Ed Benes                                                | Inedito                             | n/a            |
| Luglio 2015                   | 1        | Red Sonja 1973                                     | For Whom the Bell Trolls                     | n/a                              | Roy Thomas                        | Rich Buckler                                                                | Arison Aguiar                                | Ed Benes                                                | Inedito                             | n/a            |
| Luglio 2015                   | 1        | Red Sonja 1973                                     | Simple Life                                  | n/a                              | Luke Lieberman                    | Rod Rodolfo                                                                 | Arison Aguiar                                | Ed Benes                                                | Inedito                             | n/a            |
| Luglio 2015                   | 1        | Red Sonja 1973                                     | The Hanging Tree                             | n/a                              | Gail Simone                       | Kewbar Baal                                                                 | Arison Aguiar                                | Ed Benes                                                | Inedito                             | n/a            |
| Luglio 2015                   | 1        | Red Sonja 1973                                     | The Arena of Dread                           | n/a                              | David Walker                      | Bilquis Evely                                                               | Bilquis Evely                                | Ed Benes                                                | Inedito                             | n/a            |
| Luglio 2015                   | 1        | Red Sonja 1973                                     | Silent Running                               | n/a                              | Cullen Bunn                       | Jonathan Ang Lau                                                            | Ivan Nunes                                   | Ed Benes                                                | Inedito                             | n/a            |
| Maggio 2017                   | 1        | Red Sonja: The Long Walk to Oblivion               | Red Sonja: The Long Walk to Oblivion         | n/a                              | Eric Burnham                      | Tom Mandrake                                                                | Kim Mohan                                    | Moritat                                                 | Cosmo Fantasy 43 (Editoriale Cosmo) | Maggio 2020    |
| Ottobre 2018                  | 1        | Red Sonja: Halloween Special                       | Curse of the Wolf                            | n/a                              | Eric Burnham e Tom DeFalco        | Tom Garcia e Anthony Marques                                                | Tom Garcia e Anthony Marques                 | Reilly Brown                                            | Inedito                             | n/a            |
| Dicembre 2018                 | 1        | Red Sonja Holiday Special                          | A Very Merry Sonja                           | n/a                              | Amy Chu ed Eric Burnham           | Ricardo Jaime                                                               | Omi Remalante Jr                             | Leonardo Romero                                         | Inedito                             | n/a            |
| Marzo 2019                    | 1        | Red Sonja: The Ballad of the Red Goddess           | Red Sonja: The Ballad of the Red Goddess     | n/a                              | Roy Thomas                        | Esteban Maroto                                                              | Santi Casas                                  | Esteban Maroto                                          | Inedito                             | n/a            |
| Giugno - Settembre 2019       | 4        | Red Sonja: Birth of the She-Devil                  | Red Sonja: Birth of the She-Devil            | n/a                              | Luke Lieberman                    | Sergio Fernandez Davila                                                     | Ulises Arreola                               | Lucio Parrillo                                          | Inedito                             | n/a            |
| Luglio 2019                   | 1        | Red Sonja: Lord of Fools                           | Lord of Fools & Bread and Cerkuses           | n/a                              | Mark Russell                      | Bob Q (Bob Quinn) e Katie O'Meara                                           | Dearbhla Kelly                               | Christian Ward                                          | Inedito                             | n/a            |
| Ottobre 2019                  | 1        | Savage Tales Halloween Special Featuring Red Sonja | The Tower of Wigur-Nomadene                  | n/a                              | Mark Russell                      | Jacob Edgar                                                                 | Dearbhla Kelly                               | Erica D'urso                                            | Inedito                             | n/a            |
| Gennaio - Agosto 2020         | 6        | Red Sonja: Age of Chaos                            | Red Sonja: Age of Chaos                      | n/a                              | Eric Burnham                      | Jonathan Ang Lau                                                            | Celeste Woods (primo albo) e Andrew Dalhouse | Lucio Parillo                                           | Inedito                             | n/a            |
| Marzo - Dicembre 2020         | 6        | Killing Red Sonja                                  | The Vengeance Knot                           | n/a                              | Mark Russell e Bryce Ingman       | Craig Rousseau                                                              | Dearbhla Kelly                               | Christian Ward                                          | Inedito                             | n/a            |
| Marzo - Dicembre 2020         | 6        | Killing Red Sonja                                  | Storybook Ending                             | n/a                              | Mark Russell e Bryce Ingman       | Craig Rousseau                                                              | Dearbhla Kelly                               | Christian Ward                                          | Inedito                             | n/a            |
| Marzo - Dicembre 2020         | 6        | Killing Red Sonja                                  | Mission Creep                                | n/a                              | Mark Russell e Bryce Ingman       | Craig Rousseau                                                              | Dearbhla Kelly                               | Christian Ward                                          | Inedito                             | n/a            |
| Marzo - Dicembre 2020         | 6        | Killing Red Sonja                                  | The Dream Is Over                            | n/a                              | Mark Russell e Bryce Ingman       | Craig Rousseau                                                              | Dearbhla Kelly                               | Christian Ward                                          | Inedito                             | n/a            |
| Marzo - Dicembre 2020         | 6        | Killing Red Sonja                                  | The Deadly Boy                               | n/a                              | Mark Russell e Bryce Ingman       | Craig Rousseau                                                              | Dearbhla Kelly                               | Christian Ward                                          | Inedito                             | n/a            |
| Dicembre 2020 - Febbraio 2021 | 3        | Red Sonja: The Price of Blood                      | Red Sonja: The Price of Blood                | n/a                              | Luke Lieberman                    | Walter Geovani                                                              | Adriano Lucas                                | Arthur Suydam                                           | Inedito                             | n/a            |
| Febbraio 2021                 | 1        | Red Sonja Valentine's Day Special 2021             | Red Sonja Valentine's Day Special 2021       | n/a                              | Bill Willingham                   | Giuseppe Cafaro                                                             | Andrew Dalhouse                              | Joseph Michael Linsner                                  | Inedito                             | n/a            |
| Febbraio - Dicembre 2021      | 10       | Sonjaversal                                        | Sonjaversal                                  | n/a                              | Christopher Hastings              | Pasquale Qualano                                                            | Kike J. Diaz                                 | Jae Lee (prime cinque) e Lucio Parrillo (ultime cinque) | Inedito                             | n/a            |
| Giugno 2021                   | 1        | Red Sonja 1982                                     | Red Sonja 1982                               | n/a                              | Amy Chu                           | Eric Blake                                                                  | Adriano Augusto                              | Dani                                                    | Inedito                             | n/a            |
| Dicembre 2021                 | 1        | Red Sonja Holiday Special 2021                     | Sonja's Carol                                | n/a                              | Mirka Andolfo e Luca Blengino     | Zulema Scotto Lavina                                                        | Nicolò Laporini e Arancia Studio             | Joseph Michael Linsner                                  | Inedito                             | n/a            |
| Dicembre 2021                 | 1        | Red Sonja Holiday Special 2021                     | The Dance of Fire                            | n/a                              | Mirka Andolfo e Luca Blengino     | Carmelo Zagaria                                                             | Nicolò Laporini e Arancia Studio             | Joseph Michael Linsner                                  | Inedito                             | n/a            |
| Febbraio 2022                 | 1        | Red Sonja Valentine's Day Special 2022             | Red Sonja Valentine's Day Special 2022       | n/a                              | Chuck Brown                       | Jordi Perez, Alessandro Miracolo, Moy R., Emiliana Pinna e Lorenzo Tammetta | Ellie Wright                                 | Sozomaika                                               | Inedito                             | n/a            |
| Luglio 2022                   | 1        | Savage Tales                                       | The Executioner's Sword                      | n/a                              | Scott Brian Wilson                | Al Barrionuevo                                                              | Jordi Escuin Llorach                         | Arthur Suydam                                           | Inedito                             | n/a            |
| Agosto 2022                   | 1        | Red Sonja: Fairy Tales                             | Red Sonja: Fairy Tales                       | n/a                              | Jordan Clark                      | Andres Labrada                                                              | Kike J Diaz                                  | Soo Lee                                                 | Inedito                             | n/a            |
| Ottobre 2022 - Marzo 2023     | 5        | Unbreakable Red Sonja                              | Unbreakable Red Sonja                        | n/a                              | Jim Zub                           | Giovanni Valletta                                                           | Ceci de la Cruz                              | Lucio Parrillo                                          | Inedito                             | n/a            |
| Ottobre 2022 - Marzo 2023     | 5        | Unbreakable Red Sonja                              | Unbreakable Red Sonja                        | n/a                              | Jim Zub                           | Giovanni Valletta                                                           | Francesco Segala                             | Lucio Parrillo                                          | Inedito                             | n/a            |
| Ottobre 2022 - Marzo 2023     | 5        | Unbreakable Red Sonja                              | Unbreakable Red Sonja                        | n/a                              | Jim Zub                           | Giovanni Valletta e Adrian M. Garcia                                        | Francesco Segala                             | Lucio Parrillo                                          | Inedito                             | n/a            |
| Ottobre 2022 - Marzo 2023     | 5        | Unbreakable Red Sonja                              | Unbreakable Red Sonja                        | n/a                              | Jim Zub                           | Giovanni Valletta                                                           | Francesco Segala                             | Lucio Parrillo                                          | Inedito                             | n/a            |
| Ottobre 2022 - Marzo 2023     | 5        | Unbreakable Red Sonja                              | Unbreakable Red Sonja                        | n/a                              | Jim Zub                           | Giovanni Valletta e Adrian M. Garcia                                        | Francesco Segala                             | Lucio Parrillo                                          | Inedito                             | n/a            |
| Maggio 2023                   | 1        | Red Sonja: Pearls Before Swine                     | Red Sonja: Pearls Before Swine               | n/a                              | Ani-Mia                           | Igor Lima                                                                   | Adriano Augusto                              | n/a                                                     | Inedito                             | n/a            |
| Novembre 2023 - Marzo 2024    | 5        | Savage Red Sonja                                   | Savage Red Sonja                             | n/a                              | Dan Panosian                      | Alessio Petillo                                                             | Francesco Segala                             | Dan Panosian                                            | Inedito                             | n/a            |
| Aprile - Agosto 2024          | 5        | Red Sonja: Empire of the Damned                    | Red Sonja: Empire of the Damned              | n/a                              | Steve Niles                       | Alessandro Amoruso                                                          | Salvatore Aiala                              | Joshua Middleton                                        | Inedito                             | n/a            |
| Settembre - Dicembre 2024     | 4        | Red Sonja: Death and the Devil                     | Red Sonja: Death and the Devil               | n/a                              | Luke Lieberman                    | Alberto Locatelli                                                           | Alberto Locatelli                            | Joseph Michael Linsner                                  | Inedito                             | n/a            |
| Luglio 2025                   | 1        | Red Sonja: Noir                                    | Red Sonja: Noir                              | n/a                              | David Avallone                    | Edu Menna                                                                   | n/a                                          | Lesley Li                                               | Inedito                             | n/a            |

Team-up
Red Sonja fa una apparizione nel finale della miniserie Vampirella: The Dark Powers (Dicembre 2020 - Aprile 2021) scritta da Dan Abnett che vede l'incontro tra Vampirella e i personaggi di The Project; la miniserie è "sorella" della miniserie intitolata Red Sonja: The Superpowers, scritta sempre da Dan Abnett, che vede Red Sonja incontrare a sua volta i personaggi di The Project.
| Data                         | Nr. albi | TItolo                                | TItolo                                       | Titolo italiano     | Sceneggiatura               | Disegni          | Colori                                                                                 | Copertina | Prima edizione italiana                | Data italiana       |
| ---------------------------- | -------- | ------------------------------------- | -------------------------------------------- | ------------------- | --------------------------- | ---------------- | -------------------------------------------------------------------------------------- | --- | -------------------------------------- | ------------------- |
| Maggio - Agosto 2006         | 4        | Devil's Hands                         | The Accursed                                 | n/a                 | John Layman                 | Andy Smith       | Wildstorm FX                                                                           | Alex Ross | Inedito                                | n/a                 |
| Maggio - Agosto 2006         | 4        | Devil's Hands                         | Soul Corruption                              | n/a                 | John Layman                 | Andy Smith       | Wildstorm FX                                                                           | Alex Ross | Inedito                                | n/a                 |
| Maggio - Agosto 2006         | 4        | Devil's Hands                         | Divide & Conquered                           | n/a                 | John Layman                 | Andy Smith       | Wildstorm FX                                                                           | Lee Bermejo                                                                                                  | Inedito                                | n/a                 |
| Maggio - Agosto 2006         | 4        | Devil's Hands                         | Severed Alliance                             | n/a                 | John Layman                 | Andy Smith       | Wildstorm FX                                                                           | Andy Smith                                                                                                   | Inedito                                | n/a                 |
| Ottobre 2007 - Febbraio 2008 | 5        | Spider-Man / Red Sonja                | Spider-Man / Red Sonja                       | Red Sonja           | Michael Avon Oeming         | Melvin Rubi      | Brian Buccellato                                                                       | Michael Turner                                                                                               | L'Uomo Ragno 482-483 (Panini Comics)   | Marzo - Aprile 2008 |
| Febbraio - Luglio 2012       | 5        | Witchblade / Red Sonja                | Witchblade / Red Sonja                       | n/a                 | Doug Wagner                 | Cezar Razek      | Marlon Ilagan                                                                          | Ale Garza | Inedito                                | n/a                 |
| Gennaio - Aprile 2015        | 4        | Conan / Red Sonja                     | The Age of Innocence                         | n/a                 | Gail Simone e Jim Zub       | Dan Panosian     | Dave Stewart                                                                           | Dan Panosian                                                                                                 | 100% Panini Comics 451 (Panini Comics) | Maggio 2017         |
| Gennaio - Aprile 2015        | 4        | Conan / Red Sonja                     | The Age of Adventure                         | n/a                 | Gail Simone e Jim Zub       | Dan Panosian     | Dave Stewart                                                                           | Dan Panosian                                                                                                 | 100% Panini Comics 451 (Panini Comics) | Maggio 2017         |
| Gennaio - Aprile 2015        | 4        | Conan / Red Sonja                     | The Age of War                               | n/a                 | Gail Simone e Jim Zub       | Randy Green      | Dave Stewart                                                                           | Dan Panosian                                                                                                 | 100% Panini Comics 451 (Panini Comics) | Maggio 2017         |
| Gennaio - Aprile 2015        | 4        | Conan / Red Sonja                     | The Age of Death                             | n/a                 | Gail Simone e Jim Zub       | Randy Green      | Dave Stewart                                                                           | Dan Panosian                                                                                                 | 100% Panini Comics 451 (Panini Comics) | Maggio 2017         |
| Agosto - Novembre 2015       | 4        | Red Sonja / Conan                     | The City of Enshophur in the Country of Koth | Il sangue di un dio | Victor Gischler             | Roberto Castro   | Alex Guimaraes                                                                         | Alex Ross (primo albo), Ed Benes                                                                             | 100% Panini Comics 476 (Panini Comics) | Dicembre 2017       |
| Agosto - Novembre 2015       | 4        | Red Sonja / Conan                     | Senza titolo                                 | Il sangue di un dio | Victor Gischler             | Roberto Castro   | Alex Guimaraes                                                                         | Alex Ross (primo albo), Ed Benes                                                                             | 100% Panini Comics 476 (Panini Comics) | Dicembre 2017       |
| Agosto - Novembre 2015       | 4        | Red Sonja / Conan                     | Senza titolo                                 | Il sangue di un dio | Victor Gischler             | Roberto Castro   | Alex Guimaraes                                                                         | Alex Ross (primo albo), Ed Benes                                                                             | 100% Panini Comics 476 (Panini Comics) | Dicembre 2017       |
| Agosto - Novembre 2015       | 4        | Red Sonja / Conan                     | Senza titolo                                 | Il sangue di un dio | Victor Gischler             | Roberto Castro   | Alex Guimaraes                                                                         | Alex Ross (primo albo), Ed Benes                                                                             | 100% Panini Comics 476 (Panini Comics) | Dicembre 2017       |
| Maggio - Dicembre 2018       | 6        | Red Sonja / Tarzan                    | Red Sonja / Tarzan                           | n/a                 | Gail Simone                 | Walter Geovani   | Adriano Augusto                                                                        | Adam Hughes (primo albo), Aaron Lopresti (secondo, terzo e quarto albo) Walter Geovani (quinto e sesto albo) | Inedito                                | n/a                 |
| Agosto - Dicembre 2020       | 5        | Mars Attacks/Red Sonja                | Angry Red Planet                             | n/a                 | John Layman                 | Fran Strukan     | Valentina Briški (con Komikaki Studio nel primo albo e Andrew Dalhouse nel terzo albo) | Lucio Parrillo (primo e secondo albo) e Arthur Suydam (terzo, quarto e quinto albo)                          | Inedito                                | n/a                 |
| Gennaio - Maggio 2021        | 5        | Red Sonja: The Superpowers            | Red Sonja: The Superpowers                   | n/a                 | Dan Abnett                  | Jonathan Ang Lau | Andrew Dalhouse                                                                        | Lucio Parrillo                                                                                               | Inedito                                | n/a                 |
| Maggio 2022                  | 1        | Red Sonja & Battle Fairy and The Yeti | Red Sonja & Battle Fairy and The Yeti        | n/a                 | Marat Mychaels e Dolan Merc | Matthew Weldon   | Mirza Ananta Wirawan e Jean-Francois Beaulieu                                          | Marat Mychaels (china: Matt Banning; colore: Juan Fernandez)                                                 | Inedito                                | n/a                 |
| Dicembre 2022 - Marzo 2023   | 4        | Red Sonja / Hell Sonja                | Red Sonja / Hell Sonja                       | n/a                 | Jordan Clark                | Miriana Puglia   | Ellie Wright                                                                           | Lucio Parrillo (primo albo), Rebeca Puebla (secondo) e Joseph Michael Linsner (terzo e quarto)               | Inedito                                | n/a                 |
| Marzo - Luglio 2025          | 4        | Red Sonja Attacks Mars                | Blood Star of Kera-Sehr                      | n/a                 | Jay Stephens                | Fran Strukan     | Miroslav Mrva                                                                          | Joseph Michael Linsner                                                                                       | Inedito                                | n/a                 |
| Marzo - Luglio 2025          | 4        | Red Sonja Attacks Mars                | The Red Oracle of Khalumbra                  | n/a                 | Jay Stephens                | Fran Strukan     | Miroslav Mrva                                                                          | Joseph Michael Linsner                                                                                       | Inedito                                | n/a                 |
| Marzo - Luglio 2025          | 4        | Red Sonja Attacks Mars                | The Catacombs of Vom-Yorhis                  | n/a                 | Jay Stephens                | Fran Strukan     | Miroslav Mrva                                                                          | Joseph Michael Linsner                                                                                       | Inedito                                | n/a                 |
| Marzo - Luglio 2025          | 4        | Red Sonja Attacks Mars                | n/a                                          | n/a                 | Jay Stephens                | Fran Strukan     | n/a                                                                                    | Joseph Michael Linsner                                                                                       | Inedito                                | n/a                 |
| Aprile -Agosto 2025          | 5        | Red Sonja vs. the Army of Darkness    | Red Sonja vs. the Army of Darkness           | n/a                 | Tim Seeley                  | Jim Terry        | Carlos Badilla                                                                         | Björn Barends                                                                                                | Inedito                                | n/a                 |
| Aprile -Agosto 2025          | 5        | Red Sonja vs. the Army of Darkness    | Red Sonja vs. the Army of Darkness           | n/a                 | Tim Seeley                  | Jim Terry        | n/a                                                                                    | Björn Barends                                                                                                | Inedito                                | n/a                 |
| Aprile -Agosto 2025          | 5        | Red Sonja vs. the Army of Darkness    | Red Sonja vs. the Army of Darkness           | n/a                 | Tim Seeley                  | Jim Terry        | n/a                                                                                    | Björn Barends                                                                                                | Inedito                                | n/a                 |
| Aprile -Agosto 2025          | 5        | Red Sonja vs. the Army of Darkness    | Red Sonja vs. the Army of Darkness           | n/a                 | Tim Seeley                  | Jim Terry        | n/a                                                                                    | Björn Barends                                                                                                | Inedito                                | n/a                 |

Cross-over
| Data                          | Nr. | TItolo                                    | TItolo                                    | Titolo italiano                  | Sceneggiatura                   | Disegni                                             | Colori                                      | Copertina                                            | Prima edizione italiana            | Data italiana |
| ----------------------------- | --- | ----------------------------------------- | ----------------------------------------- | -------------------------------- | ------------------------------- | --------------------------------------------------- | ------------------------------------------- | ---------------------------------------------------- | ---------------------------------- | ------------- |
| Giugno 2012 - Febbraio 2013   | 7   | Prophecy                                  | Prophecy                                  | n/a                              | Ron Marz                        | Walter Geovani                                      | Adriano Lucas                               | Paul Renaud                                          | Inedito                            | n/a           |
| Gennaio 2014 - Settembre 2014 | 7   | Legenderry: A Steampunk Adventure         | Legenderry: A Steampunk Adventure         | n/a                              | Bill Willingham                 | Sergio Fernandez Davila                             | Wes Hartman                                 | Joe Benitez                                          | Inedito                            | n/a           |
| Febbraio - Giugno 2015        | 5   | Legenderry: Red Sonja                     | Legenderry: Red Sonja                     | n/a                              | Marc Andreyko                   | Aneke Murillenem; Juanan Ramirez (solo quarto albo) | Impacto Studios                             | Joe Benitez (primo albo) e Sergio Fernandez Davila   | Inedito                            | n/a           |
| Febbraio - Giugno 2018        | 5   | Legenderry: Red Sonja                     | Legenderry: Red Sonja                     | n/a                              | Marc Andreyko                   | Igor Lima (solo i primi due albi); Rodney Buchemi   | Adriano Augusto                             | Joe Benitez                                          | Inedito                            | n/a           |
| Maggio - Ottobre 2015         | 6   | Swords of Sorrow                          | Swords of Sorrow                          | n/a                              | Gail Simone                     | Sergio Fernandez Davila                             | Jorge Sutil                                 | J. Scott Campbell (primo albo) e Tula Lotay          | Inedito                            | n/a           |
| Maggio 2015                   | 1   | Swords of Sorrow: Chaos! Prequel          | Swords of Sorrow: Chaos! Prequel          | n/a                              | Mairghread Scott                | Mirka Andolfo                                       | Agnese Pozza e Chiara Zeppegno              | Joyce Chin (colori Ivan Nunes)                       | Inedito                            | n/a           |
| Luglio - Settembre 2015       | 3   | Swords of Sorrow: Red Sonja & Jungle Girl | Swords of Sorrow: Red Sonja & Jungle Girl | n/a                              | Marguerite Bennett              | Mirka Andolfo                                       | Mirka Andolfo (primo albo) e Vincenzo Salvo | Jay Anacleto                                         | Inedito                            | n/a           |
| Ottobre 2016 - Aprile 2017    | 6   | Pathfinder: Worldscape                    | Pathfinder: Worldscape                    | Pathfinder: Worldscape           | Erik Mona                       | Jonathan Lau                                        | Omi Remalante Jr                            | Reilly Brown, Raymund Bermudez (quinto e sesto albo) | Cosmo Fantasy 7 (Editoriale Cosmo) | Febbraio 2018 |
| Novembre 2017                 | 1   | Pathfinder: Worldscape - Red Sonja        | Dungeon Queen of Mars                     | Pathfinder: Ritorno a Worldscape | Erik Mona                       | Tom Mandrake, Justin Norman e Matt Gaudio           | Kim Mohan                                   | Roberto Castro                                       | Cosmo Fantasy 9 (Editoriale Cosmo) | Aprile 2018   |
| Ottobre 2018                  | 1   | Pathfinder: Worldscape - Swords of Sorrow | Pathfinder: Worldscape - Swords of Sorrow | n/a                              | Erik Mona                       | Diego Galindo                                       | Kim Mohan                                   | Roberto Castro                                       | Inedito                            | n/a           |
| Ottobre 2020 - Febbraio 2021  | 5   | DIE!NAMITE                                | DIE!NAMITE                                | n/a                              | Declan Shalvey e Fred Van Lente | Vincenzo Carratu e Justin Mason                     | Kike J Diaz                                 | Lucio Parrillo                                       | Inedito                            | n/a           |
| Ottobre 2020 - Febbraio 2021  | 5   | DIE!NAMITE                                | DIE!NAMITE                                | n/a                              | Declan Shalvey e Fred Van Lente | Vincenzo Carratu e Pasquale Qualano                 | Kike J Diaz                                 | Lucio Parrillo                                       | Inedito                            | n/a           |
| Ottobre 2020 - Febbraio 2021  | 5   | DIE!NAMITE                                | DIE!NAMITE                                | n/a                              | Fred Van Lente                  | Vincenzo Carratu e Pasquale Qualano                 | Kike J Diaz                                 | Lucio Parrillo                                       | Inedito                            | n/a           |
| Ottobre 2020 - Febbraio 2021  | 5   | DIE!NAMITE                                | DIE!NAMITE                                | n/a                              | Fred Van Lente                  | Vincenzo Carratu e Pasquale Qualano                 | Kike J Diaz                                 | Lucio Parrillo                                       | Inedito                            | n/a           |
| Ottobre 2020 - Febbraio 2021  | 5   | DIE!NAMITE                                | DIE!NAMITE                                | n/a                              | Fred Van Lente                  | Vincenzo Carratu e Vincenzo Federici                | Kike J Diaz                                 | Lucio Parrillo                                       | Inedito                            | n/a           |
| Febbraio 2021                 | 1   | DIE!NAMITE: Our Bloody Valentine          | DIE!NAMITE: Our Bloody Valentine          | n/a                              | Fred Van Lente                  | Lee Ferguson e Drew Moss                            | Ellie Wright e Kike J. Diaz                 | Arthur Suydam                                        | Inedito                            | n/a           |
| Giugno - Novembre 2021        | 5   | DIE!NAMITE Lives!                         | DIE!NAMITE Lives!                         | n/a                              | Fred Van Lente                  | Vincenzo Carratu e Justin Mason                     | Kike J Diaz                                 | Lucio Parrillo                                       | Inedito                            | n/a           |
| Giugno - Novembre 2021        | 5   | DIE!NAMITE Lives!                         | DIE!NAMITE Lives!                         | n/a                              | Fred Van Lente                  | Vincenzo Carratu                                    | Kike J Diaz                                 | Lucio Parrillo                                       | Inedito                            | n/a           |
| Giugno - Novembre 2021        | 5   | DIE!NAMITE Lives!                         | DIE!NAMITE Lives!                         | n/a                              | Fred Van Lente                  | Vincenzo Carratu                                    | Kike J Diaz                                 | Lucio Parrillo                                       | Inedito                            | n/a           |
| Giugno - Novembre 2021        | 5   | DIE!NAMITE Lives!                         | DIE!NAMITE Lives!                         | n/a                              | Fred Van Lente                  | Vincenzo Carratu                                    | Kike J Diaz                                 | Lucio Parrillo                                       | Inedito                            | n/a           |
| Giugno - Novembre 2021        | 5   | DIE!NAMITE Lives!                         | DIE!NAMITE Lives!                         | n/a                              | Fred Van Lente                  | Vincenzo Carratu e Jordi Perez Estevez              | Kike J Diaz                                 | Lucio Parrillo                                       | Inedito                            | n/a           |
| Marzo - Luglio 2022           | 5   | DIE!NAMITE Never Dies                     | DIE!NAMITE Never Dies                     | n/a                              | Fred Van Lente                  | Vincenzo Carratu                                    | Kike J Diaz                                 | Tony Fleecs                                          | Inedito                            | n/a           |
| Marzo - Luglio 2022           | 5   | DIE!NAMITE Never Dies                     | DIE!NAMITE Never Dies                     | n/a                              | Fred Van Lente                  | Vincenzo Carratu                                    | Kike J Diaz                                 | Tony Fleecs                                          | Inedito                            | n/a           |
| Marzo - Luglio 2022           | 5   | DIE!NAMITE Never Dies                     | DIE!NAMITE Never Dies                     | n/a                              | Fred Van Lente                  | Vincenzo Carratu e Jordi Perez                      | Kike J Diaz                                 | Tony Fleecs                                          | Inedito                            | n/a           |
| Marzo - Luglio 2022           | 5   | DIE!NAMITE Never Dies                     | DIE!NAMITE Never Dies                     | n/a                              | Fred Van Lente                  | Vincenzo Carratu e Jordi Perez                      | Kike J Diaz                                 | Tony Fleecs                                          | Inedito                            | n/a           |
| Marzo - Luglio 2022           | 5   | DIE!NAMITE Never Dies                     | DIE!NAMITE Never Dies                     | n/a                              | Fred Van Lente                  | Vincenzo Carratu e Jordi Perez                      | Kike J Diaz                                 | Tony Fleecs                                          | Inedito                            | n/a           |
| Dicembre 2023                 | 1   | Legenderry: Red Sonja                     | Legenderry: Red Sonja                     | n/a                              | Katana Collins                  | Kewber Baal                                         | -                                           | Sean Murphy                                          | Inedito                            | n/a           |

Red Sonja e Vampirella
| Data                           | Nr. | TItolo                                           | Titolo italiano                                     | Sceneggiatura                  | Disegni                                      | Colori                                               | Copertina                          | Prima edizione italiana             | Data italiana |
| ------------------------------ | --- | ------------------------------------------------ | --------------------------------------------------- | ------------------------------ | -------------------------------------------- | ---------------------------------------------------- | ---------------------------------- | ----------------------------------- | ------------- |
| Maggio 2019 - Luglio 2020      | 12  | Red Sonja and Vampirella meet Betty and Veronica | n/a                                                 | Amy Chu                        | Maria Laura Sanapo                           | Vinicius Andrade                                     | Fay Dalton                         | Inedito                             | n/a           |
| Maggio 2019 - Luglio 2020      | 12  | Red Sonja and Vampirella meet Betty and Veronica | n/a                                                 | Amy Chu                        | Maria Laura Sanapo                           | Vinicius Andrade                                     | Fay Dalton                         | Inedito                             | n/a           |
| Maggio 2019 - Luglio 2020      | 12  | Red Sonja and Vampirella meet Betty and Veronica | n/a                                                 | Amy Chu                        | Maria Laura Sanapo                           | Vinicius Andrade                                     | Fay Dalton                         | Inedito                             | n/a           |
| Maggio 2019 - Luglio 2020      | 12  | Red Sonja and Vampirella meet Betty and Veronica | n/a                                                 | Amy Chu                        | Maria Laura Sanapo, David Anton e Ivan Silva | Kim Mohan                                            | Fay Dalton                         | Inedito                             | n/a           |
| Maggio 2019 - Luglio 2020      | 12  | Red Sonja and Vampirella meet Betty and Veronica | n/a                                                 | Amy Chu                        | Maria Laura Sanapo                           | Kim Mohan                                            | Fay Dalton                         | Inedito                             | n/a           |
| Maggio 2019 - Luglio 2020      | 12  | Red Sonja and Vampirella meet Betty and Veronica | n/a                                                 | Amy Chu                        | Maria Laura Sanapo, David Anton e Ivan Silva | Valentina Pinto                                      | Fay Dalton                         | Inedito                             | n/a           |
| Maggio 2019 - Luglio 2020      | 12  | Red Sonja and Vampirella meet Betty and Veronica | n/a                                                 | Amy Chu                        | Maria Laura Sanapo                           | Kim Mohan                                            | Laura Braga (colori Bryan Valenza) | Inedito                             | n/a           |
| Maggio 2019 - Luglio 2020      | 12  | Red Sonja and Vampirella meet Betty and Veronica | n/a                                                 | Amy Chu                        | Maria Laura Sanapo                           | n/a                                                  | Fay Dalton                         | Inedito                             | n/a           |
| Maggio 2019 - Luglio 2020      | 12  | Red Sonja and Vampirella meet Betty and Veronica | n/a                                                 | Amy Chu                        | Dan Parent                                   | n/a                                                  | Fay Dalton                         | Inedito                             | n/a           |
| Maggio 2019 - Luglio 2020      | 12  | Red Sonja and Vampirella meet Betty and Veronica | n/a                                                 | Amy Chu                        | Maria Laura Sanapo                           | Kim Mohan                                            | Fay Dalton                         | Inedito                             | n/a           |
| Maggio 2019 - Luglio 2020      | 12  | Red Sonja and Vampirella meet Betty and Veronica | n/a                                                 | Amy Chu                        | Maria Laura Sanapo e Giuseppe Cafaro         | n/a                                                  | Fay Dalton                         | Inedito                             | n/a           |
| Maggio 2019 - Luglio 2020      | 12  | Red Sonja and Vampirella meet Betty and Veronica | n/a                                                 | Amy Chu                        | Maria Laura Sanapo                           | n/a                                                  | Fay Dalton                         | Inedito                             | n/a           |
| Settembre 2019 - Dicembre 2020 | 12  | Vampirella/Red Sonja                             | Vampirella / Red Sonja Vol.1: Mai fidarsi dell'uomo | Jordie Bellaire                | Drew Moss                                    | Rebecca Nalty                                        | Terry Dodson                       | Cosmo Fantasy 46 (Editoriale Cosmo) | Giugno 2020   |
| Settembre 2019 - Dicembre 2020 | 12  | Vampirella/Red Sonja                             | Vampirella / Red Sonja Vol.1: Mai fidarsi dell'uomo | Jordie Bellaire                | Drew Moss                                    | Rebecca Nalty                                        | Tula Lotay                         | Cosmo Fantasy 46 (Editoriale Cosmo) | Giugno 2020   |
| Settembre 2019 - Dicembre 2020 | 12  | Vampirella/Red Sonja                             | Vampirella / Red Sonja Vol.1: Mai fidarsi dell'uomo | Jordie Bellaire                | Drew Moss                                    | Rebecca Nalty e Michael Spicer                       | Frank Cho                          | Cosmo Fantasy 46 (Editoriale Cosmo) | Giugno 2020   |
| Settembre 2019 - Dicembre 2020 | 12  | Vampirella/Red Sonja                             | Vampirella / Red Sonja Vol.1: Mai fidarsi dell'uomo | Jordie Bellaire                | Drew Moss                                    | Rebecca Nalty                                        | Julian Totino Tedesco              | Cosmo Fantasy 46 (Editoriale Cosmo) | Giugno 2020   |
| Settembre 2019 - Dicembre 2020 | 12  | Vampirella/Red Sonja                             | Vampirella / Red Sonja Vol.1: Mai fidarsi dell'uomo | Jordie Bellaire                | Drew Moss                                    | Rebecca Nalty                                        | Julian Totino Tedesco              | Cosmo Fantasy 46 (Editoriale Cosmo) | Giugno 2020   |
| Settembre 2019 - Dicembre 2020 | 12  | Vampirella/Red Sonja                             | Vampirella / Red Sonja Vol. 2: Perdute nel tempo    | Jordie Bellaire                | Drew Moss                                    | Rebecca Nalty                                        | Babs Tarr                          | Inedito                             | n/a           |
| Settembre 2019 - Dicembre 2020 | 12  | Vampirella/Red Sonja                             | Vampirella / Red Sonja Vol. 2: Perdute nel tempo    | Jordie Bellaire                | Drew Moss                                    | Rebecca Nalty e June Chung                           | Jae Lee                            | Inedito                             | n/a           |
| Settembre 2019 - Dicembre 2020 | 12  | Vampirella/Red Sonja                             | Vampirella / Red Sonja Vol. 2: Perdute nel tempo    | Jordie Bellaire                | Drew Moss                                    | Rebecca Nalty e June Chung                           | Jae Lee                            | Inedito                             | n/a           |
| Settembre 2019 - Dicembre 2020 | 12  | Vampirella/Red Sonja                             | Vampirella / Red Sonja Vol. 2: Perdute nel tempo    | Jordie Bellaire                | Drew Moss                                    | Rebecca Nalty e June Chung                           | Jae Lee                            | Inedito                             | n/a           |
| Settembre 2019 - Dicembre 2020 | 12  | Vampirella/Red Sonja                             | Vampirella / Red Sonja Vol. 2: Perdute nel tempo    | Jordie Bellaire                | Drew Moss                                    | Rebecca Nalty                                        | Jae Lee                            | Inedito                             | n/a           |
| Settembre 2019 - Dicembre 2020 | 12  | Vampirella/Red Sonja                             | Vampirella / Red Sonja Vol. 2: Perdute nel tempo    | Jordie Bellaire                | Drew Moss                                    | Rebecca Nalty, June Chung e Ellie Wright             | Jae Lee                            | Inedito                             | n/a           |
| Settembre 2019 - Dicembre 2020 | 12  | Vampirella/Red Sonja                             | Vampirella / Red Sonja Vol. 2: Perdute nel tempo    | Jordie Bellaire                | Drew Moss                                    | Rebecca Nalty                                        | Jae Lee                            | Inedito                             | n/a           |
| Novembre 2022 - Marzo 2023     | 5   | Vampirella vs. Red Sonja                         | n/a                                                 | Dan Abnett                     | Alessandro Ranaldi                           | Ellie Wright                                         | Lucio Parrillo                     | Inedito                             | n/a           |
| Maggio 2023 -                  | 1   | Notti & Nyce Red Sonja Vampirella                | n/a                                                 | Marat Mychaels e Dolan Waddick | Matthew Weldon e Sajad Shah                  | Sanju Nivangune, Ezequiel Dominguez e Markus Taduran | Marat Mychaels                     | Inedito                             | n/a           |

Spinoff
| Data                  | Nr. albi | TItolo               | Titolo italiano | Sceneggiatura                 | Disegni                                                                | Colori                                                                     | Copertina                                        | Prima edizione italiana | Data italiana |
| --------------------- | -------- | -------------------- | --------------- | ----------------------------- | ---------------------------------------------------------------------- | -------------------------------------------------------------------------- | ------------------------------------------------ | ----------------------- | ------------- |
| Gennaio - Maggio 2022 | 5        | Hell Sonja           | n/a             | Christopher Hastings          | Pasquale Qualano; Andres Labrada (solo il quinto albo)                 | Kike J. Diaz (primo, secondo e quarto albo); Ellie Wright (terzo e quinto) | Lucio Parrillo                                   | Inedito                 | n/a           |
| Maggio - Agosto 2022  | 4        | Red Sonja: Red Sitha | n/a             | Mirka Andolfo e Luca Blengino | Valentina Pinti                                                        | Chiara Di Francia                                                          | Jung-Geun Yoon                                   | Inedito                 | n/a           |
| Giugno - Ottobre 2022 | 5        | Samurai Sonja        | n/a             | Jordan Clark                  | Pasquale Qualano e Miriana Puglia (solo il primo albo); Miriana Puglia | Kike J. Diaz                                                               | Lucio Parrillo (solo primo albo) e Clayton Henry | Inedito                 | n/a           |